# アコーディオン
アコーディオン（英: accordion; [əˈkɔːdiən]）は、蛇腹のふいごと鍵盤の操作によって演奏する可搬式のフリーリードによる気鳴楽器である。コンサーティーナやバンドネオンは近縁の楽器であり、広義にはアコーディオンに含められることがある。これらはあわせて蛇腹楽器と総称される。日本語では手風琴（てふうきん）と称される。アコーデオンとも表記。

## 特長
全てのキーに対して独立した発振器（リード）が備わっているため理論上全てのキーを同時に押した場合に割り当てられた全ての音が出る。そのため同時に複数の音を鳴らすのが容易であり、一台で主旋律と和音伴奏を同時にこなすこともできる。一人で持ち運べるサイズで取り扱いやすく、慣れれば立奏や歩奏も可能で、屋外での演奏にも適している。鍵盤ハーモニカのように息を必要としないので、弾き語りもできる。
合奏用アコーディオンは左手のボタンが無いため、通常のアコーディオンのように主旋律と和音を一人で同時に演奏することはできない。電子アコーディオンは一般的な電子楽器と同様に同時発音数が制限されているので、全てのキーを同時に押した場合に鳴らない音があるが、人間の指で演奏する場合は十分な余裕率で設計されている。

## アコーディオンの構造

### 基本形状

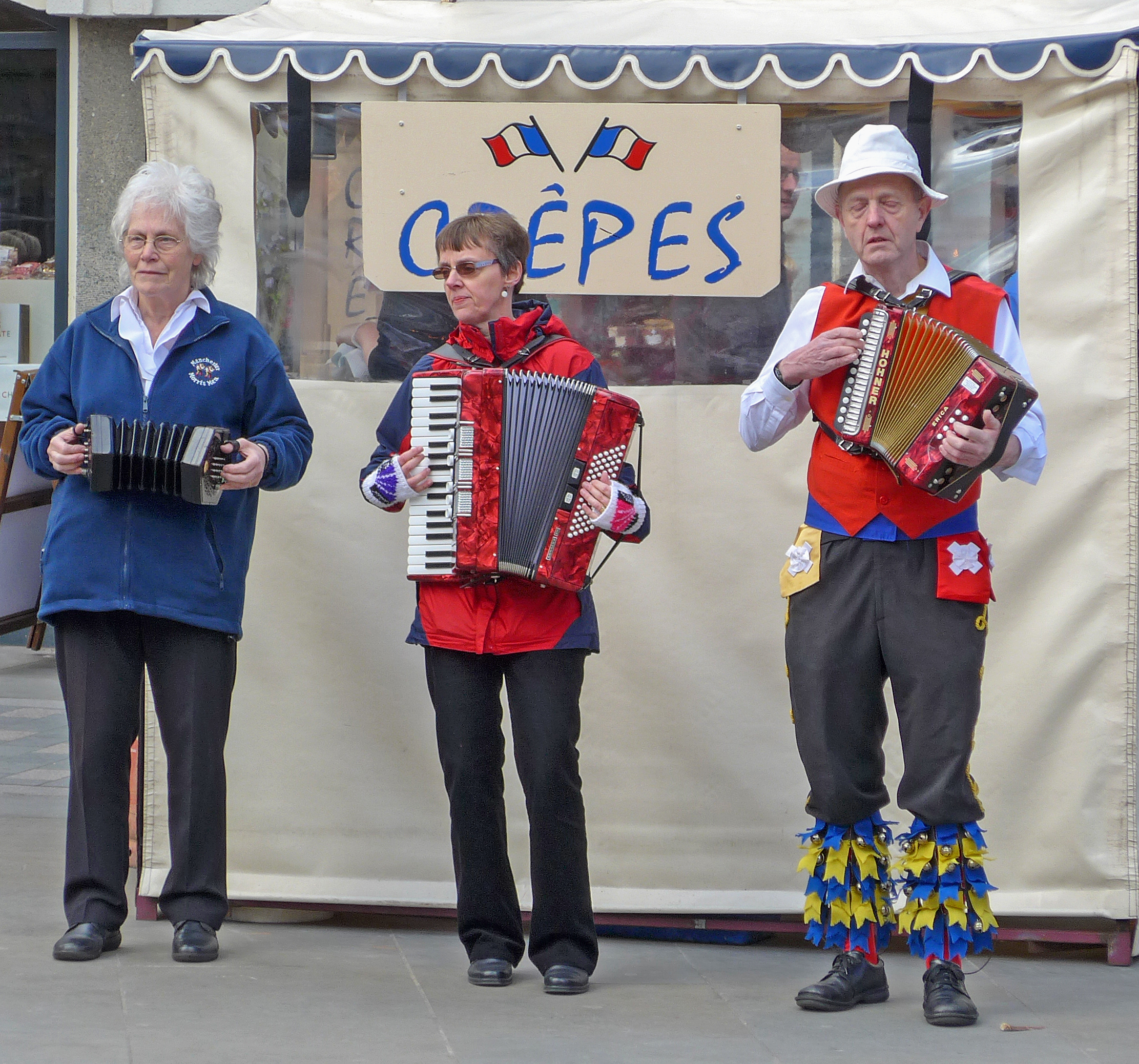
向かって右から、ボタン鍵盤式ダイアトニックアコーディオン(左右非相称。赤い服の男性）、ピアノ式アコーディオン(左右非相称。赤い服の女性）、イングリッシュ・コンサーティーナ(左右相称。青い服の女性)

蛇腹楽器（アコーディオン族）は、伸縮自在の蛇腹の左右にそれぞれ筐体（きょうたい。器械を内蔵した箱）がついている。
狭義のアコーディオンは左右の筐体の形が違う。演奏者は通常、右手側の筐体はバンドやベルトなどで胴体（腹部や胸部）に固着させる。蛇腹の伸縮動作は左手側の筐体を動かして行う。これに対してコンサーティーナやバンドネオンは、左右の筐体の形はほぼ同じで、また筐体は演奏者の胴体に固着させない。蛇腹楽器のバンドの説明を参照。
右手側の筐体は主に主旋律を担当する。ピアノと同様の「ピアノ式鍵盤」もしくは「ボタン式鍵盤」が並んでいる。
左手側の筐体はさまざまで、ベース音や和音を奏でるのに特化したボタンが配置されているタイプが多いが、左手側も旋律をピアノのように奏でられるフリーベース・アコーディオンや、日本の教育楽器でよく見られる「合奏用アコーディオン」のように左手側はボタン鍵盤を省略したタイプもある。
一般的な「独奏用アコーディオン」の場合、右手側が8～50鍵ほど、左手側が18～120個ほどのボタンがある。筐体の内部構造は、ボタンと空気弁を繋げるためにシャフトが張り巡らされ、大変複雑である。重量は2～15キログラム程度。
以下に蛇腹楽器の主な種類を示す。狭義のアコーディオンは「左右非相称」の列の3種類である（詳しくは「アコーディオンの種類」を参照）。
|            | 左右非相称                                                    | 左右相称                                                                                            |
| ---------- | ------------------------------------------------------------- | --------------------------------------------------------------------------------------------------- |
| 押引異音式 | ダイアトニック・ボタン・アコーディオン                        | アングロ・コンサーティーナ ジャーマン・コンサーティーナ ケムニッツァ・コンサーティーナ バンドネオン |
| 押引同音式 | クロマティック・ボタン・アコーディオン ピアノ・アコーディオン | イングリッシュ・コンサーティーナ デュエット・コンサーティーナ クロマティック・バンドネオン          |

### 音が鳴るしくみ

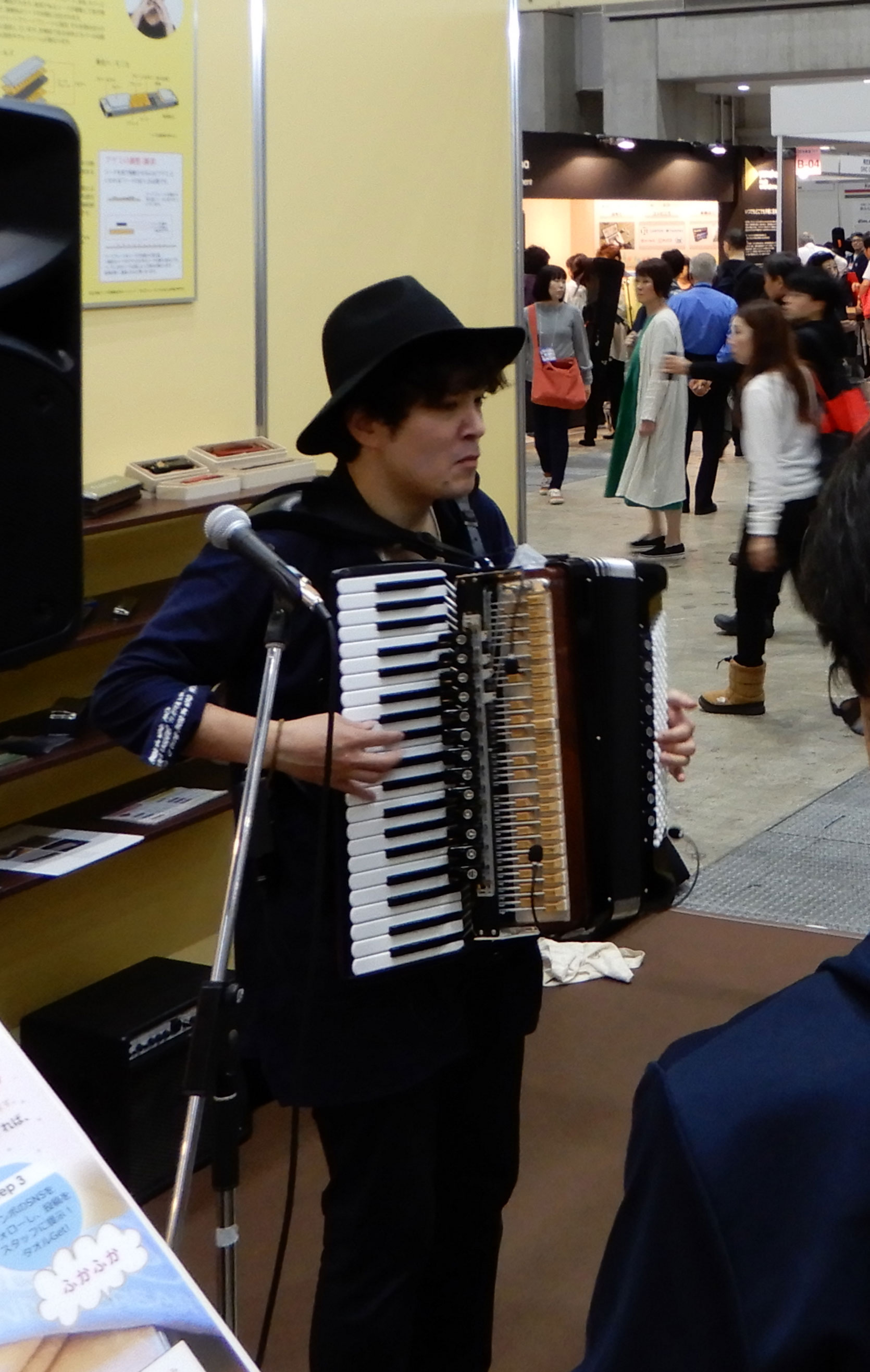
右手側の筐体のフロント・グリル(網板)をはずすと、音色が鋭くなる。筐体内部の「下駄」状の機構がむき出しで見える。秦コータロー氏、2018楽器フェアにて。

両手で左右の筐体を保持する。それぞれの手で、筐体上の鍵盤やボタンを押すと、シャフトでつながった対応する空気弁が開くようになっている。蛇腹を伸縮することで送られた空気が開かれた弁を通り、リードを通り抜けるときにこれを振動させて音を鳴らす。リードはフリーリードと呼ばれるもので、薄い金属の板であり、共鳴管によらずリード自身の長さや厚さで音高が決定される。フリーリードの1枚のリードは一方からの通気でしか発音しないため、通常アコーディオンの場合は蛇腹を押した時にも引いた時にも発音するように一つのリード枠に表裏2枚のリードがセットされている。この発音原理はハーモニウムやハーモニカによく似ている。
押し引きで違うリードが発音するため、押し引きで同音の出るクロマティックタイプのアコーディオンと、押し引きで違う音の出るダイアトニックタイプのアコーディオンがある。

フリーリードと空気の流れを示した図（英語）。左から、鍵から指を離して空気が流れない時、鍵を押して蛇腹を引いた時、鍵を押して蛇腹を押した時。
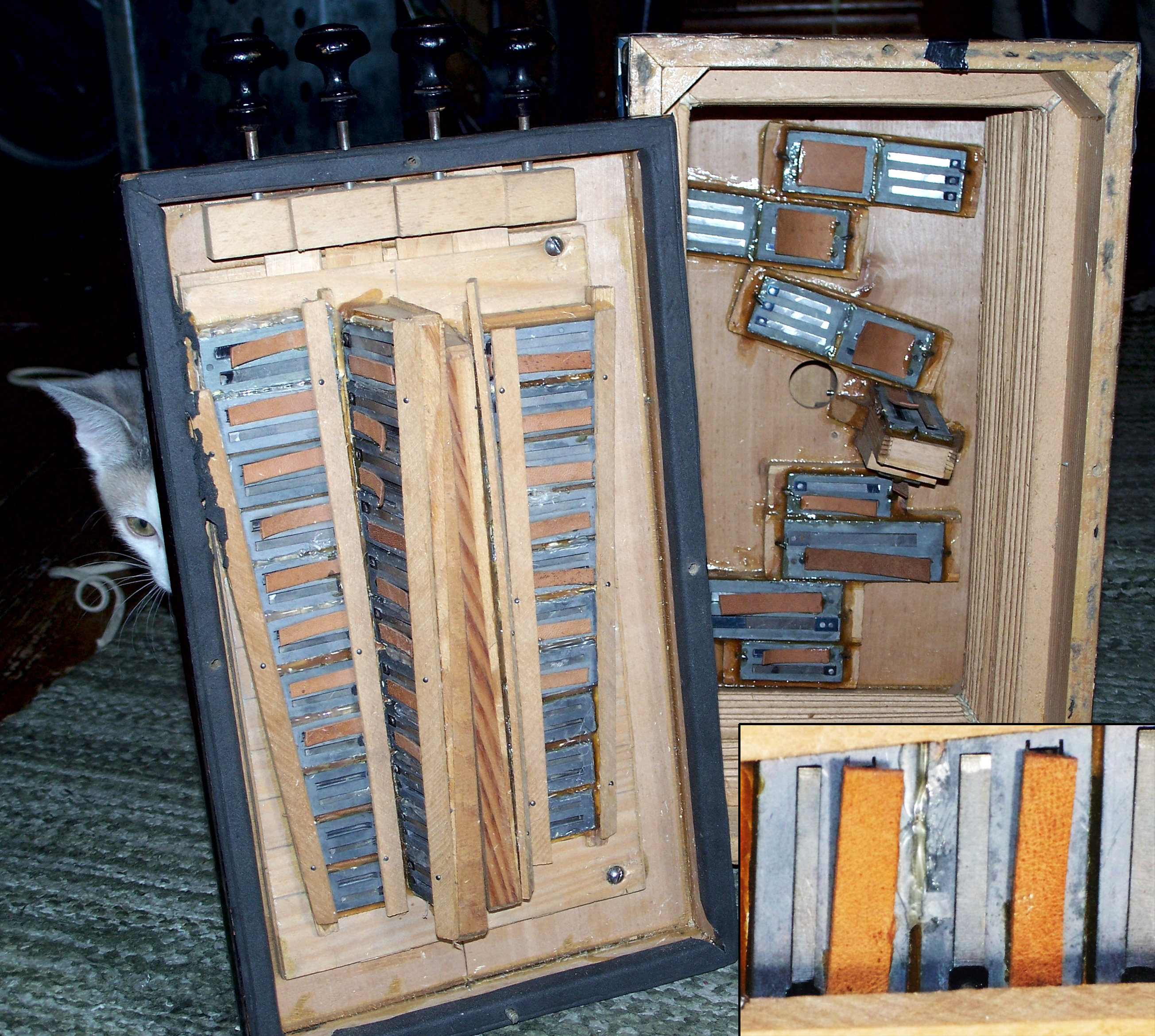
アコーディオンの中身。フリーリードと、空気の逆流を防止する「サブタ皮」が並んでいる。

#### 音色切り替えスイッチについて
アコーディオンのリードの音高（ピッチ）には、H（高音）、M（中音）、L（低音）などがある。
「音色切り替えスイッチ（レジスター・スイッチ）」がない機種では、1台で1種類の音色しか鳴らせない。
音色切り替えスイッチを備えたアコーディオンでは、鳴るリードの組み合わせを変えることで、好きな音色（トーン）を選ぶことができる。
例えば、同じ「ド」でも、H（高音のドの単音）、M（中音のドの単音）、L（低音のドの単音）、HM（高音のドと中音のドを同時に鳴らす）、HL（高音のドと低音のドを同時に鳴らす）、MM（2枚の同じ高さの中音のドを同時に鳴らす）、MMM（3枚同時に鳴らす。別名「ミュゼット・トーン」）、HML（高音・中音・低音のオクターブ違いの3つのドを同時に鳴らす）では、音色の印象は変わる。
音色切り替えスイッチは、右手側の鍵盤部分と、左手側のベース部分の両方についている機種もあれば、右手側にだけついている機種もある。また一部の大型のアコーディオンでは、演奏者があごで音色切り替えスイッチを操作できる機種もある。
| アコーディオンの音色の切り替え機能 音色切り替えスイッチを備えたピアノ・アコーディオンで、「ドレミファソラシド」をそれぞれ違う音色で弾いた音声サンプル。このサンプル録音のアコーディオンの場合、1台で5種類の音色を選べる。音色切り替えスイッチの操作音も聞こえる。 – 676 KB この音声や映像がうまく視聴できない場合は、 Help:音声・動画の再生 をご覧ください。 |

| アイコン | 俗称                       | 鳴るリードの組み合わせ | 音色(トーン)の風格                           |
| -------- | -------------------------- | ---------------------- | -------------------------------------------- |
|          | ピッコロ                   | H                      | 細くて高い                                   |
|          | クラリネット               | M                      | おとなしめ                                   |
|          | ファゴット                 | L                      | 太くて低い                                   |
|          | オーボエ                   | H + M                  | 明るい                                       |
|          | ヴァイオリン               | M + M                  | ゆらめく感じ                                 |
|          | ミュゼット（ミュゼット風） | H + M + M              | ミュゼット風だが、本当のミュゼットではない   |
|          | ミュゼット（本物）         | M + M + M              | ミュゼット仕様の、専用のアコーディオンの音色 |
|          | オルガン                   | H + L                  | パイプオルガン風                             |
|          | ハーモニウム               | H + M + L              | リードオルガン風                             |
|          | バンドネオン               | M + L                  | バンドネオン風                               |
|          | アコーディオン             | M + M + L              | 一般的なイメージのアコーディオンの音色       |
|          | マスター                   | H + M + M + L          | 全部のリードを同時に鳴らす                   |
同じMのリードを表す●は、その位置によりチューニングの微妙なピッチの違いを表す場合がある。
| 表示 | 意味 |
| ---- | --- |
|      | 正確な音高（ピッチ）にチューニングしたMのリード                                                                        |
|      | 本来の音高より高めにチューニングしたMのリード                                                                          |
|      | 本来の音高より低めにチューニングしたMのリード                                                                          |
|      | 正確な音高のMのリードと、ほんのわずか高めにチューニングしたMのリードをならべ、わざとうなりが生じるようにした組み合わせ |
|      | 正確な音高のリードと、それよりちょっとだけ高め、ちょっとだけ低めの3枚のMのリードの組み合わせ                           |

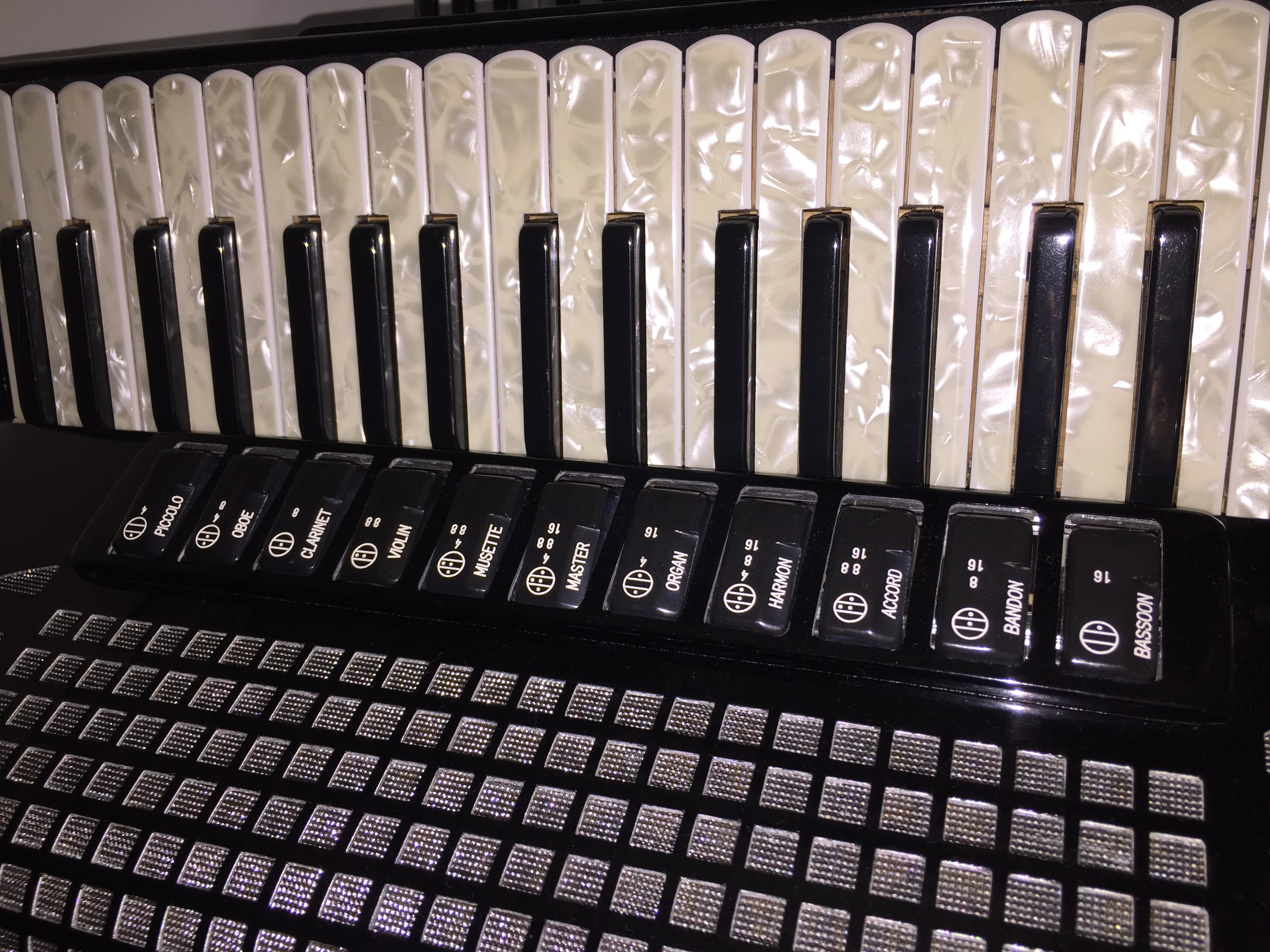
「HMML」のリードをもつアコーディオンの「音色(ねいろ)切り替えスイッチ」。数字の4、8、16はそれぞれH（高音）、M（中音）、L（低音）のリードを表す。それぞれのスイッチには音色の「俗称」（下記の説明を参照）が書いてある。
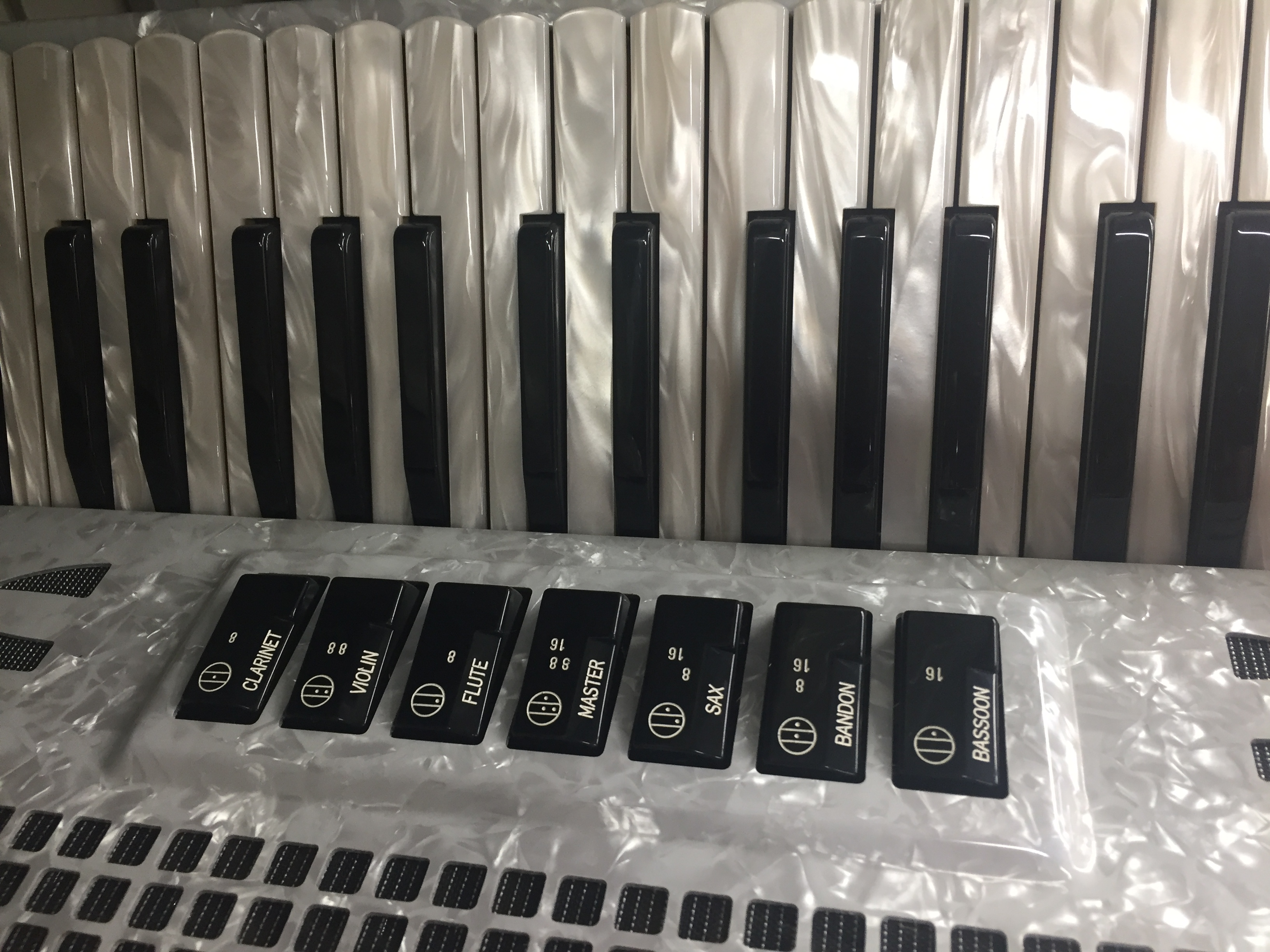
「MML」のリードをもつアコーディオンの音色切り替えスイッチ。それぞれの音色の「俗称」が微妙に違うことに注意。
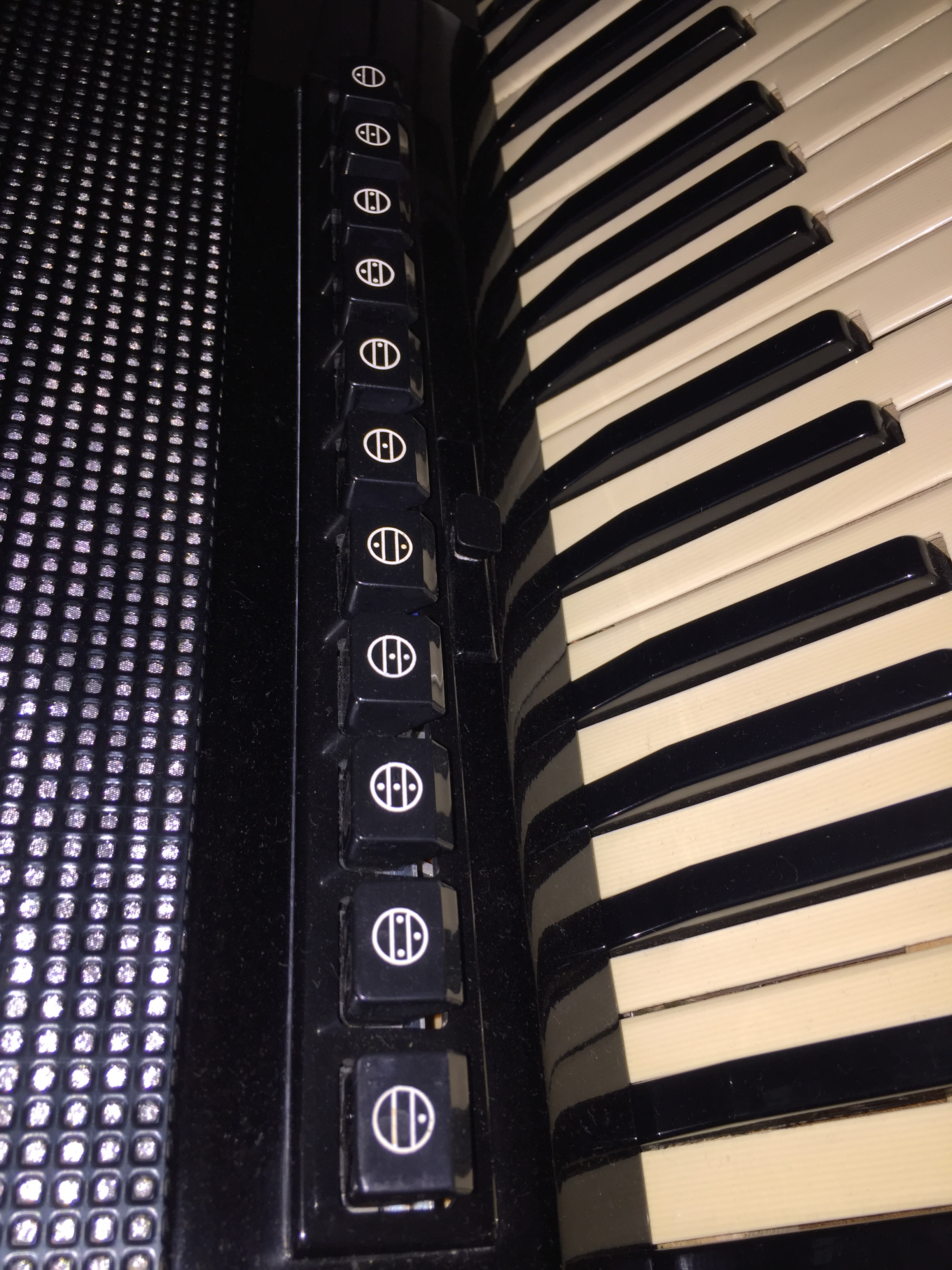
「HMML」のリードをもつアコーディオンの音色切り替えスイッチ。アイコンのみによる表示。

#### リードのチューニングについて
アコーディオンの複数のリードを同時に鳴らす場合、それぞれのリードの音程のあわせかたによって音色の印象はがらりと変わる。主に以下の4種類がある。
- ドライ・チューニング - MM（ヴァイオリン・トーン）でそれぞれのリードの音高をぴったり一致させると「乾いた」音色になる。アイルランドの伝統音楽やケイジャン音楽のアコーディオンで好まれる傾向がある。
- ウェット・チューニング - 「トレモロ・チューニング」とも言う。MMやMMM（ミュゼット・トーン）等でそれぞれのリードの音程を故意に微妙にずらすことでシャリシャリとした独特の「うなり」のある「濡れた」音色になる。フランスのミュゼット音楽や、日本の演歌などのアコーディオンでよく使われる。
- スイング (Swing) ・チューニング - 上記のドライとウェットの中間。
- オクターブ・チューニング - HM（オーボエ・トーン）やML（バンドネオン・トーン）など、複数のリードをオクターブ違いの音高にして重厚感を出したチューニング。

### 右手側の鍵盤について
ピアノ式鍵盤とボタン式鍵盤の二種類がある。詳しくはアコーディオンの種類の項を参照。

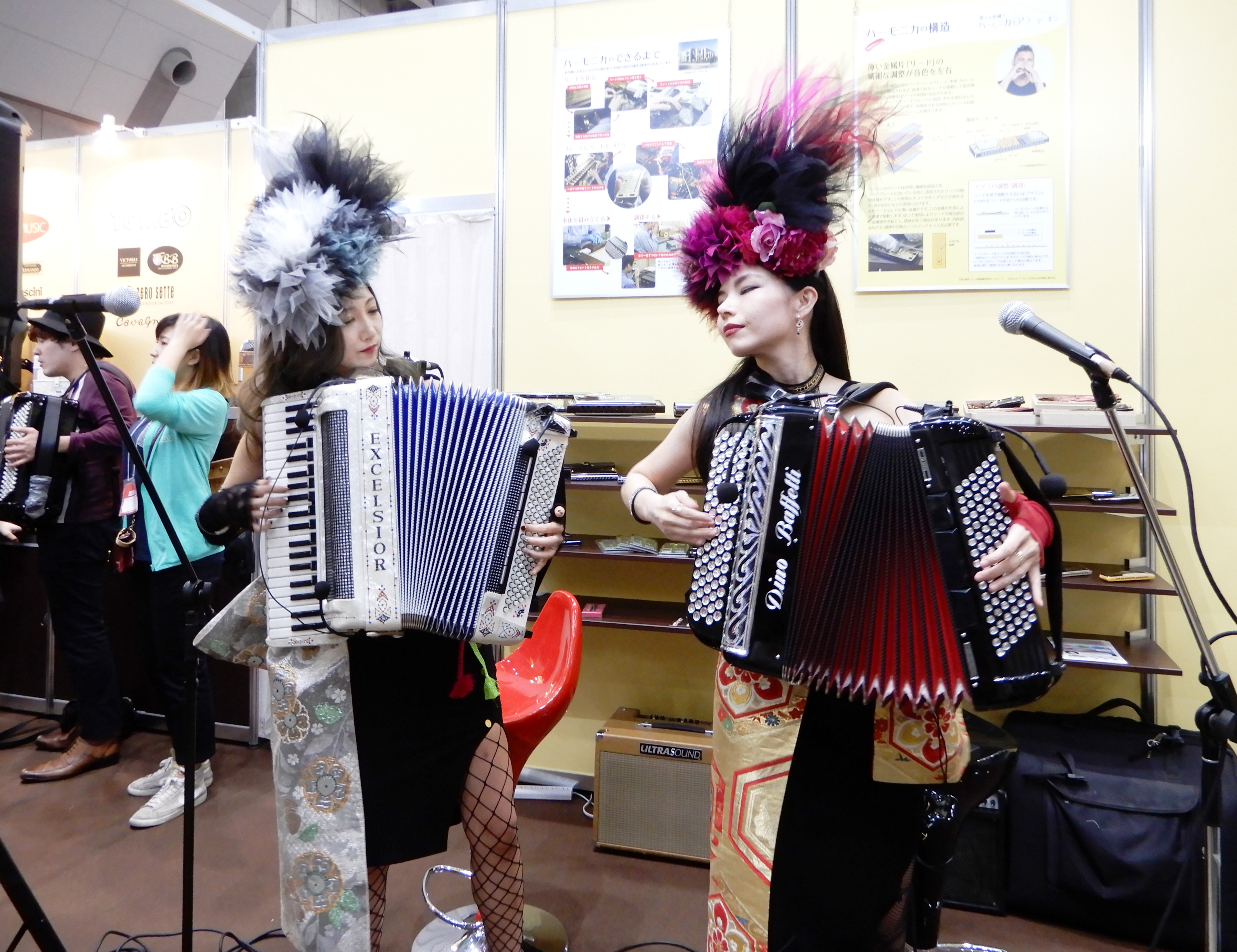
ピアノ式鍵盤(左)とボタン式鍵盤(右)のデュオ(巡〜MeguRee〜)。楽器フェア2018にて。

当初、アコーディオンの鍵盤は、他の蛇腹楽器と同様、狭いスペースにたくさんの鍵（キー）を並べることができるボタン式鍵盤が標準であった。また初期のアコーディオンは押引異音式だった。
1850年ごろ、ウィーンのフランツ・ワルターは、3列のボタン鍵盤を並べた押引同音式のクロマティック・アコーディオンを開発した（現在「B配列」と呼ばれるタイプ）。押引同音式のアコーディオンの出現により、ピアノ式鍵盤を装備する可能性が開かれた。
初期のピアノ・アコーディオンはウィーンのマテウス・バウアーによって開発されたが、これとは別個に1880年代のイタリアでも開発された。
ピアノ式鍵盤の特長は汎用性である。ピアノやオルガンなど他の鍵盤楽器と共通なので、入門者もすんなりと弾け、また上級の演奏者も他の鍵盤楽器が長い歴史の中でつちかってきた演奏テクニックを活用することができる。その一方、ピアノ式鍵盤の欠点は、鍵が細長い板状であるためボタン式より広いスペースを必要とすること（小型軽量化には不利）、ボタン式と違い鍵どうしが密接しているため高速のパッセージを弾くとミスタッチが起きやすいこと、などがある。
ダイアトニック・アコーディオン
日本でアコーディオンと言えばピアノ・アコーディオンを指すことが多いが、外国ではむしろボタン・アコーディオン（ダイアトニック・アコーディオンおよびクロマティック・アコーディオン）のほうが普及している。ただし日本でも、金子元孝以来、クロマティック・ボタン・アコーディオンのプロ奏者は少しずつ増えている。

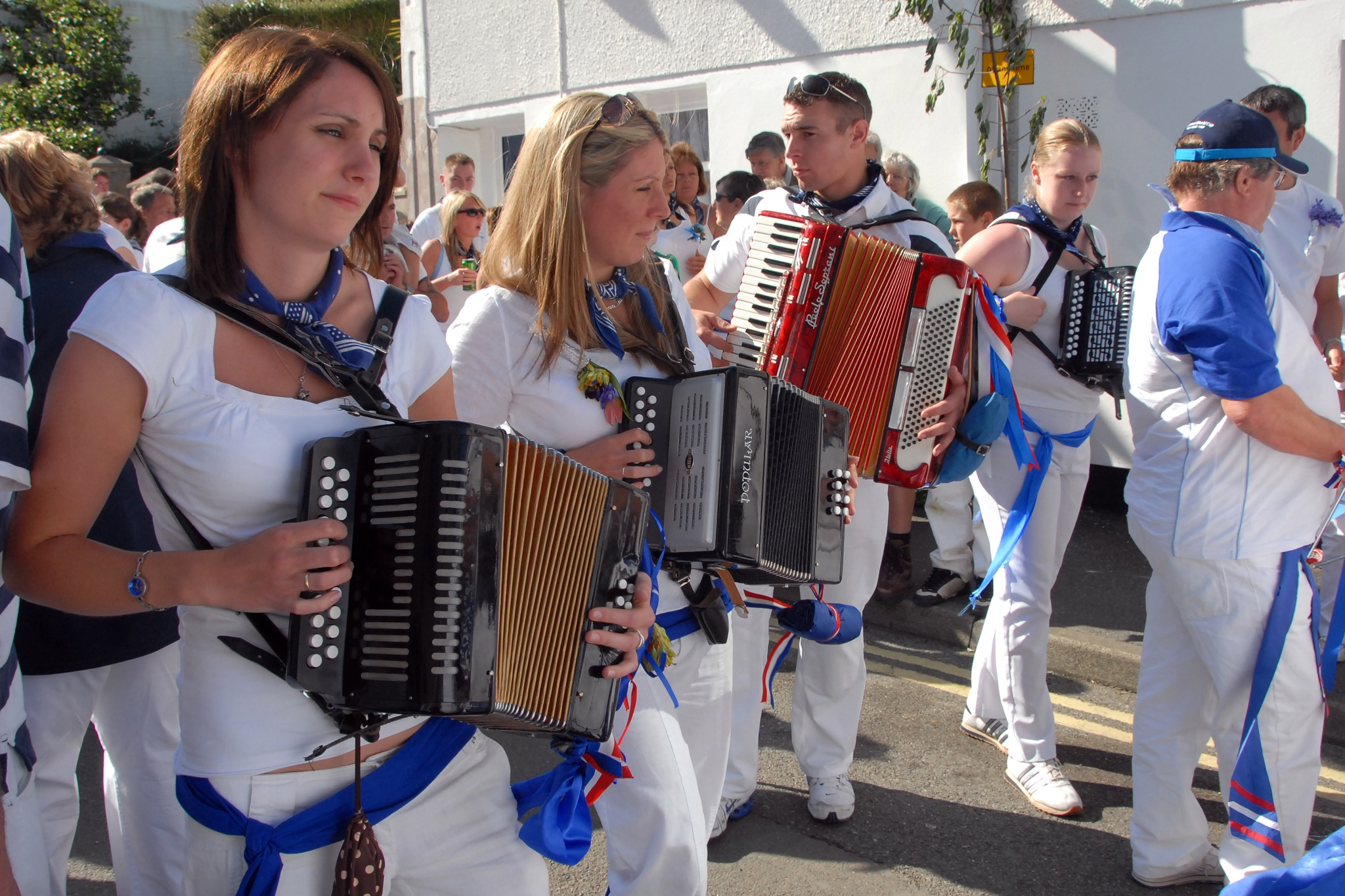
英国の五月祭の行進。小型軽量のボタン式ダイアトニックアコーディオンを弾く女性たちと、重いピアノ式を弾く男性。欧米ではボタン式とピアノ式の両方とも普及している。
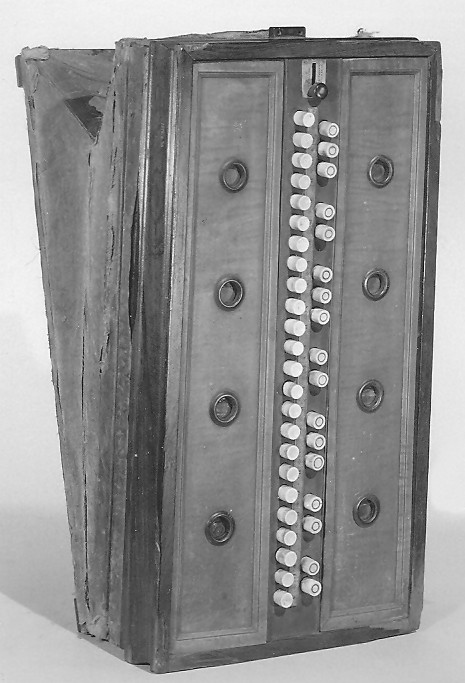
ピアノ式鍵盤の白鍵と黒鍵の配列に似せたボタン式鍵盤。過渡期の方式。1847年。
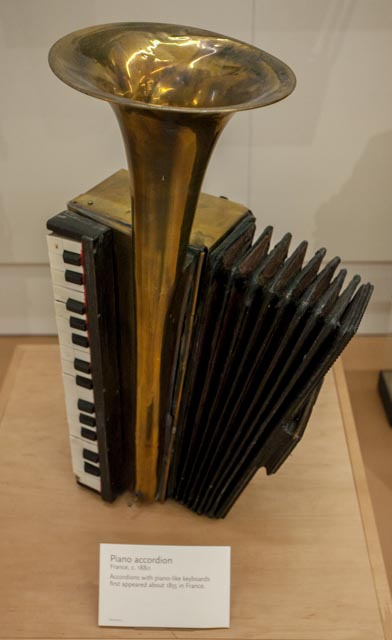
1885年ごろのピアノ・アコーディオン。鍵盤は現代のタイプに比べると寸詰まりである。
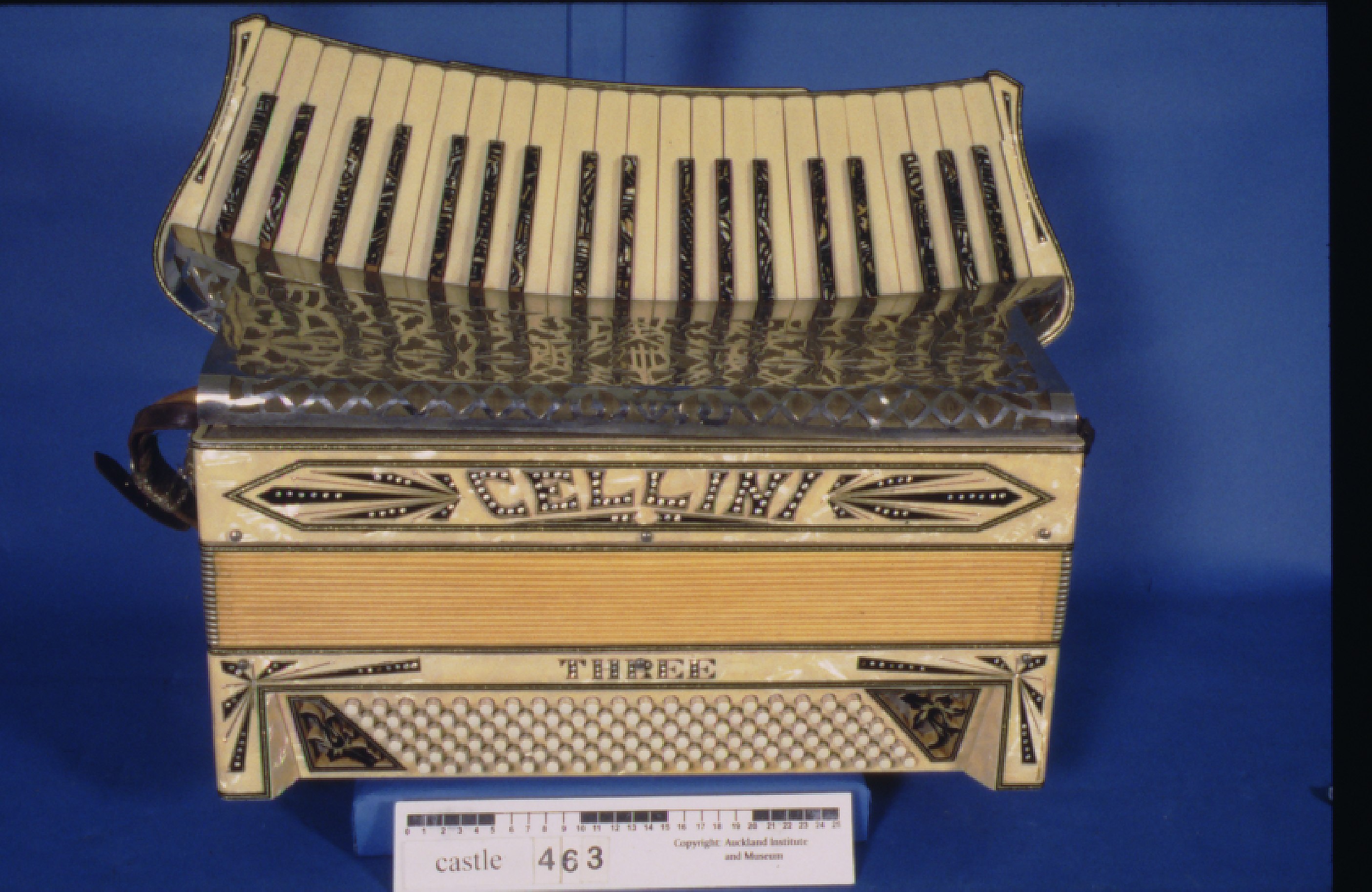
1920年ごろの湾曲型ピアノ鍵盤式アコーディオン。
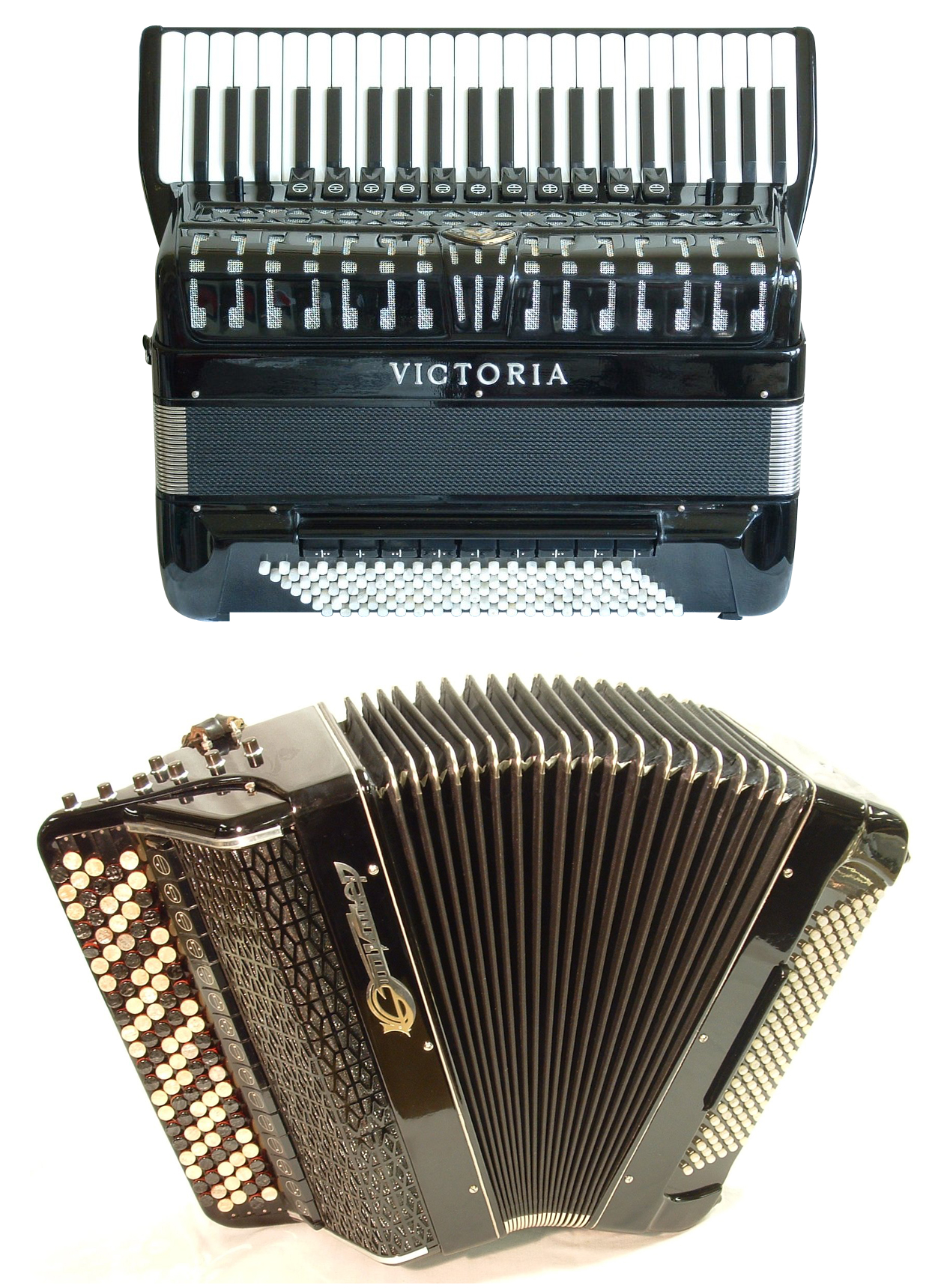
上は現代型のクロマティック(140個のベースボタンをもつ、コンバーター式フリーベースの機種)。下はバヤン。同じ面積なら、ボタン鍵盤のほうが多くの鍵を詰め込める。

### 左手側のベース・システムについて
アコーディオンの多くは、右手の高音部でメロディを弾き、左手の低音部で和音伴奏を弾きやすいように作られている。左手側で低音の伴奏をつけるためのベースシステムについては、さまざまな方式がある。

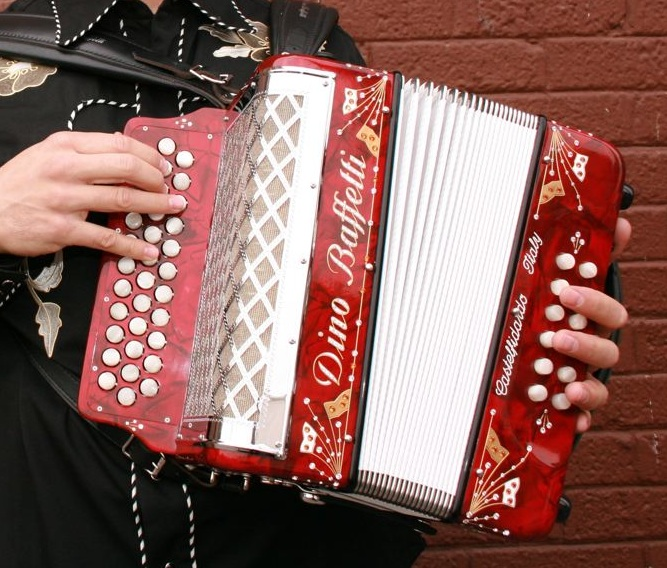
ダイアトニック・アコーディオンのベースボタンの数は比較的少なく、鳴らせる和音の種類は限られる。
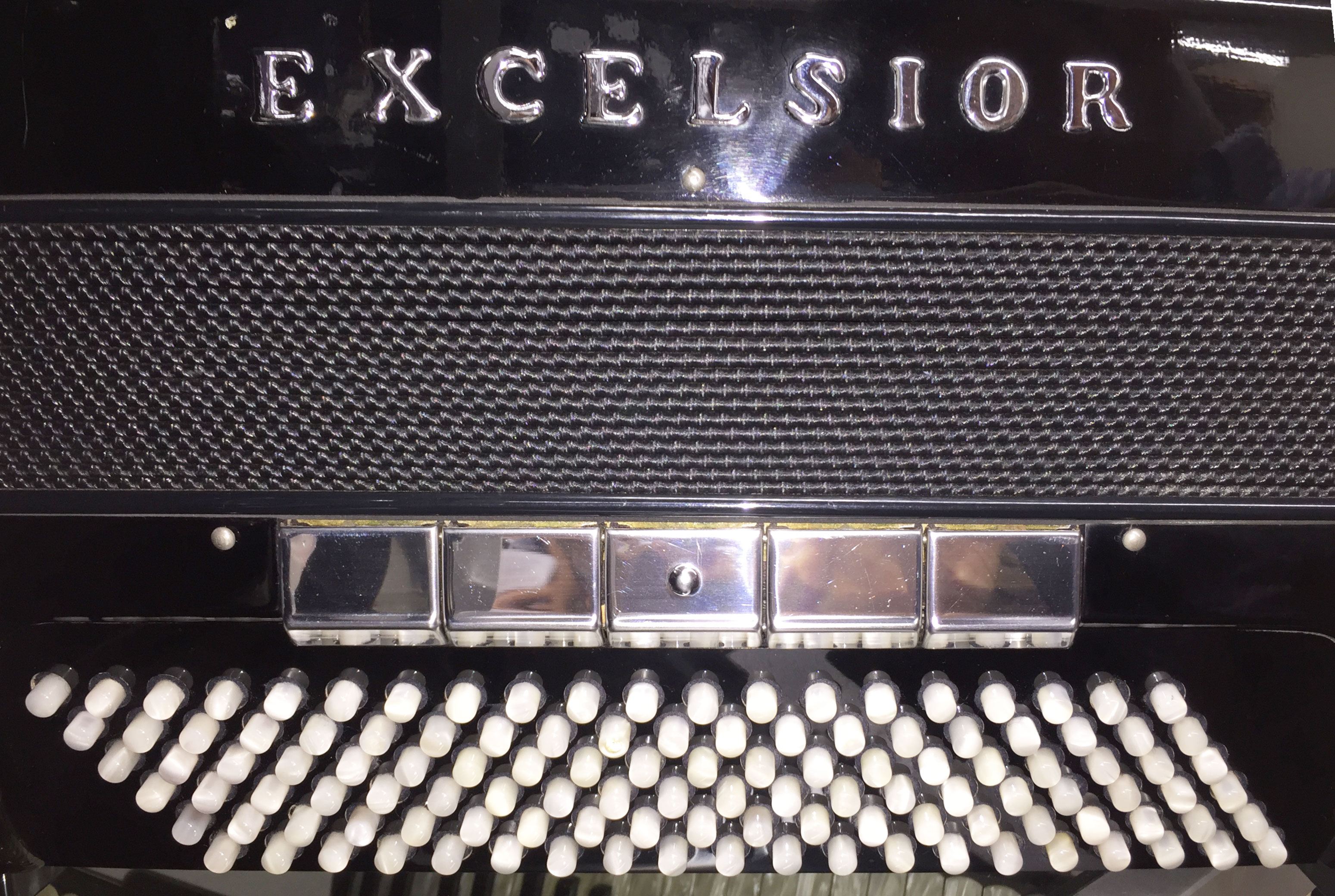
「120ベース」のストラデラ・ベース。
フリー・ベースの例。この機種は、8列の「クイント・システム」5度音階方式を採用している。
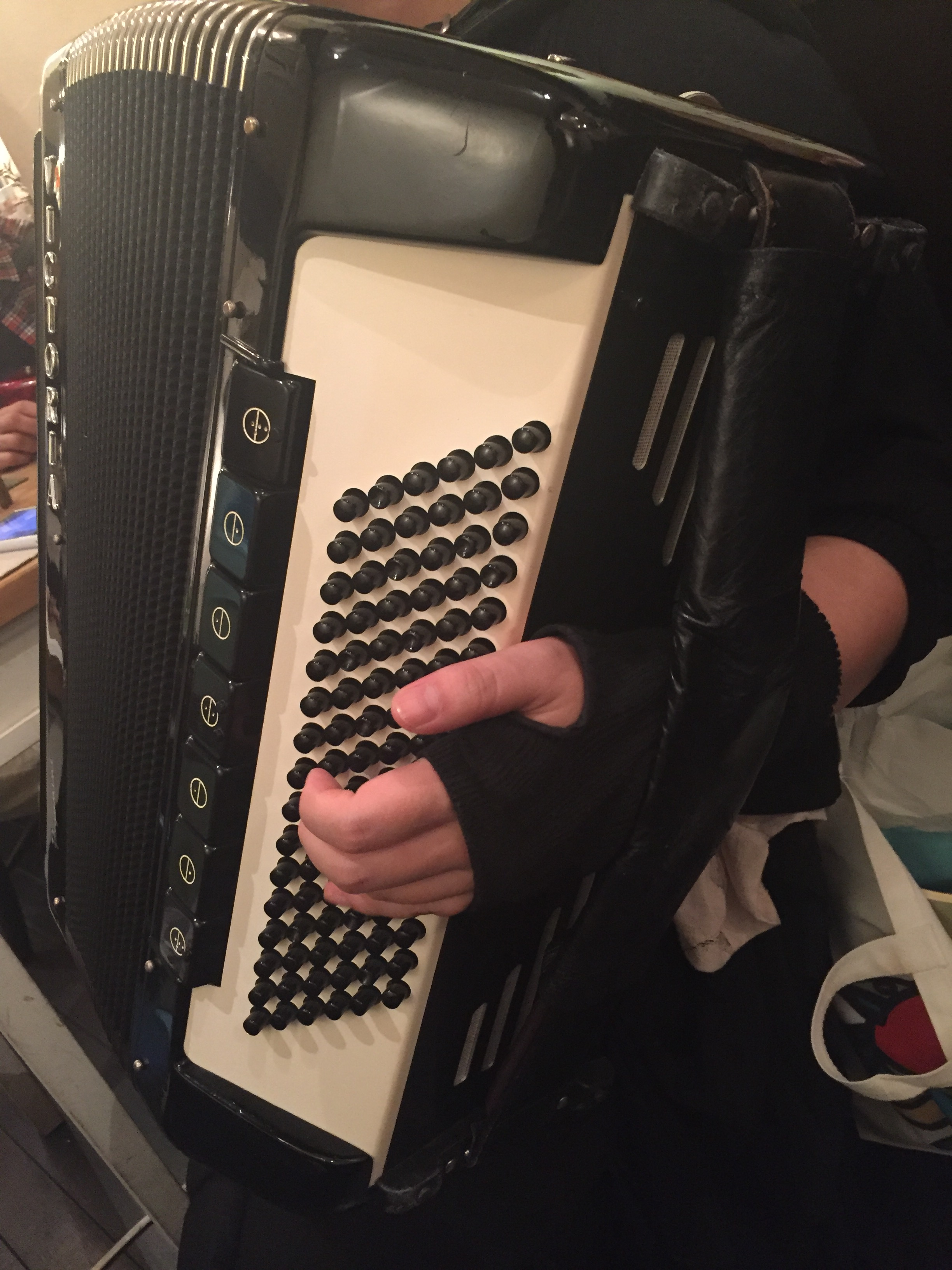
ストラデラ・ベースとフリー・ベースをスイッチ1つで切り替え可能な「コンバーター・システム」のアコーディオン。ヴィクトリア社製、96ベース。
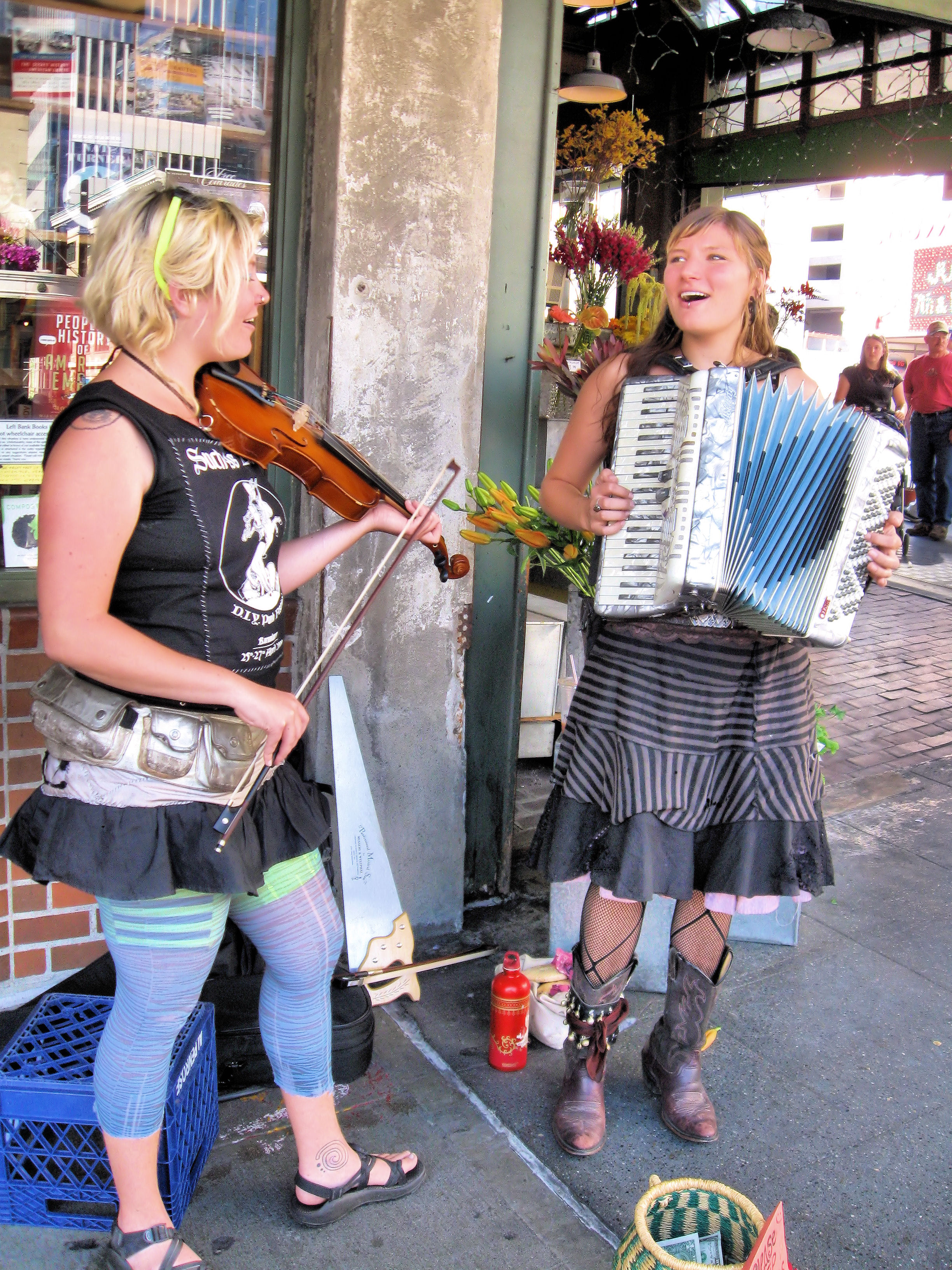
「120ベース」のストラデラ・ベースのアコーディオンと、ヴァイオリンの路上演奏。蛇腹とベース部分におしゃれな模様が描かれている。

#### ダイアトニック・アコーディオンのベースシステム
初期のアコーディオンは、押引異音式のダイアトニック・アコーディオンであった。このタイプのアコーディオンのベースシステムは、右手側の基本のキーが機種ごとに違うという楽器の特性もあり、統一された方式はなく、機種によって違いが大きい。また、1つのベースボタンを押すと、三和音（例えば「ドミソ」）ではなく、根音と第5音のみ鳴る（例えば「ドソ」）タイプもある。
左手側のベースボタンの数に決まりはないが、一般的には、右手側のボタンが1列しかないタイプ（one-row ワンロー）では左手側のベースボタンは2個か4個である。右手側が2列のタイプ（two-row ツーロー）ならベースボタンは8個、3列（three-row スリーロー）ならベースボタンは12個であることが多いが、これも単なる傾向にすぎず、例外も多い。

#### ストラデラ・ベース
ストラデラ・ベース・システム (The Stradella Bass System) という呼称は、楽器生産で有名なイタリアのストラデッラで開発されたことにちなむ。クロマティック・ボタン鍵盤式アコーディオンおよびピアノ鍵盤式アコーディオンの左手部分のベースの機構として最も普通に見られるため「スタンダード・ベース」（「標準ベース」の意）とも呼ばれる。以下にベース・ボタンの並べ方を示す（これは96ベースの例。120ベースは両側にさらに拡張する）。

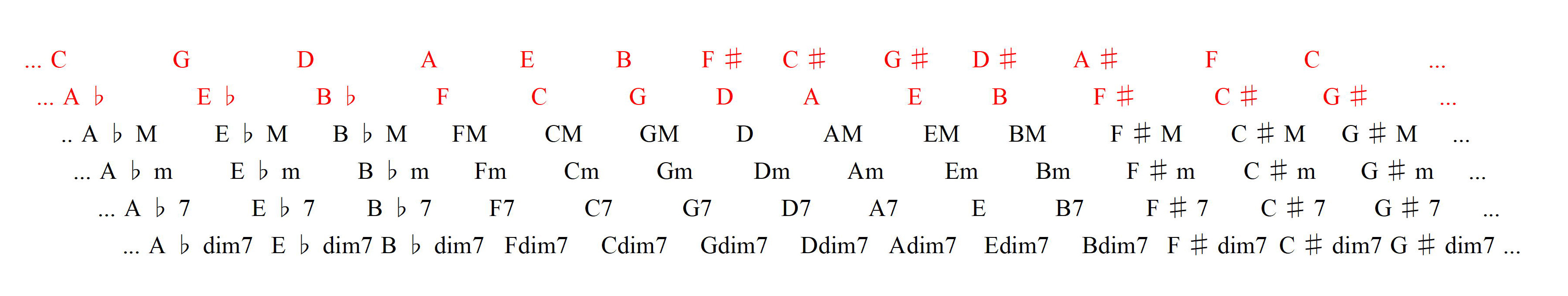
赤字は単音、黒字は和音。

中型以上の機種では、ストラデラ・ベースは通常次の6列から構成される（以下、蛇腹に最も近い列=最も内側の列を第1列とする）。2列目のボタンはファンダメンタル・ベース（the Fundamental Bass 基本ベース）と呼ばれ5度音階に従って並べられている。1列目のボタンはカウンター・ベース（the Counter Bass 対位ベース）と呼ばれ、2列目より長3度高い関係になっている。メジャーコードは3列目に配置され、4列目はマイナーコードで構成される。5列目はセブンスコードを格納し、最後の6列目はディミニッシュ・コードないしディミニッシュ・セブンスコードを持つ。
この方式の特長は、和音伴奏を簡単に演奏できることである。例えばCの三和音（ド、ミ、ソ）を鳴らそうと思ったら、右手の高音部ではドとミとソの3つの鍵を指で押さねばならないが、左手の低音部ではCのベースのボタン1個を押すだけで「ド、ミ、ソ」が鳴る。その反面、左手でメロディーを弾くのは不自由になる。左手のベース・ボタンのうち、単音を鳴らせるのは内側から見て第1列の対位ベースと第2列の基本ベースだけで、その音域は1オクターブに限られるうえ、小型のアコーディオンではベース部の単音ボタンを省略して和音ボタンのみしかないものすらある。
値段やサイズ、楽器の系統にもよるが、まったくない列があったり、レイアウトが多少変更されていることがある。ほとんどのロシア式の配置は、ディミニッシュ・セブンス・コードの列はボタンひとつ分移動され、ディミニッシュ・セブンス・Cコードは図のディミニッシュ・セブンス・Fコードの位置にあり、人差し指が届きやすいようになっている。
ストラデラ・ベース式のアコーディオンは、ボタンの数と種類によって次のように分類される。
- 「12ベース」アコーディオン：FからDまでとかBbからGまでとかのファンダメンタル・ベース、メジャーコード、マイナーコードを持つ。さらにここからマイナーコードを省略した8ベースもある。
- 「24ベース」はＢｂからAまでで、ファンダメンタル・ベース、メジャーコード、マイナーコードを持つ。
- 「32ベース」はEbからEまでで、ファンダメンタル・ベース、メジャーコード、マイナーコード、セブンスコードを持つ。
- 「48ベース」はEbからEまでで、6つの列すべてを持つ。
- 「72ベース」はDbからF#までで、6つの列すべてを持つ。
- 「80ベース」はCbからG#までで、ディミニッシュ以外のすべてを持つ。
- 「96ベース」は80ベースと同様だが、6つすべての列を持つ。
- 「120ベース」はAbb(i.e. low G)からA#まで - 20行 - 6つすべての列を持つ。

##### フレンチ3/3ベース
フレンチ3/3ベース・システムは、ストラデラ・ベース・システムの改良型である。以下にベース・ボタンの並べ方を示す（これは96ベースの例。120ベースは両側にさらに拡張する）。

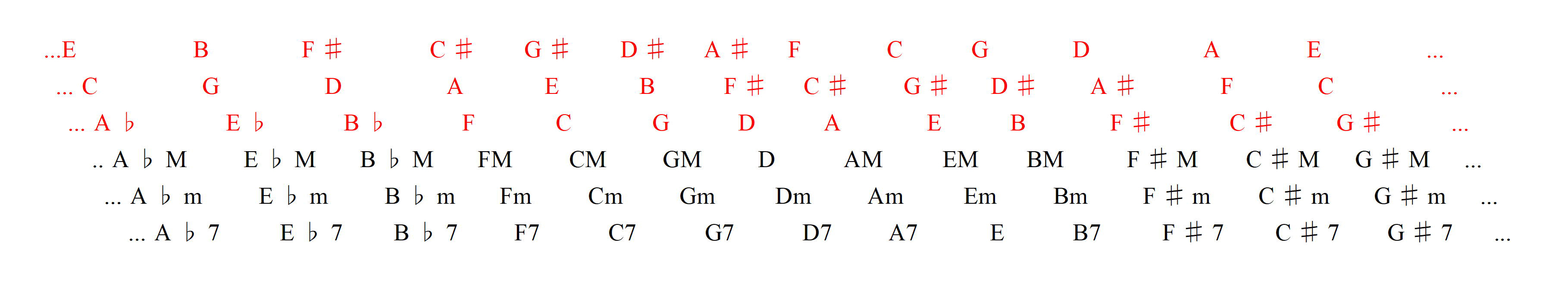
赤字は単音、黒字は和音。

単音だけ鳴らすベースのボタン鍵に3列、和音を鳴らすコード・ベースのボタン鍵に3列を割り当てる（ストラデラ・ベースは、単音ベースは2列、コード・ベースは4列）。日本ではあまり見かけないが、フランスのアコーディオンなどでは時々見られる形式である。
普通の歌曲の演奏では、ストラデラ・ベースの6列目のボタンの使用頻度は、それほど多くない。フレンチ3/3ベースでは、ストラデラ・ベースの第6列のコードを省略する代わりに、カウンター・ベースのボタンを内側に向けて1列増やしている。単音のベース・ボタンが増えた結果、ベースでメロディーを弾きやすくなるだけでなく、演奏者が自分で単音のベースを組み合わせて複雑なコードを奏でることが容易にできるようになる。

#### フリー・ベース
左手側の低音部でもメロディーと和音をピアノのように自由に弾けるようにした、改良型のベースシステムで、半音階も網羅した1鍵1音のクロマティック式のボタン鍵盤をびっしり並べている。ボタン配列の方式はさまざまである。

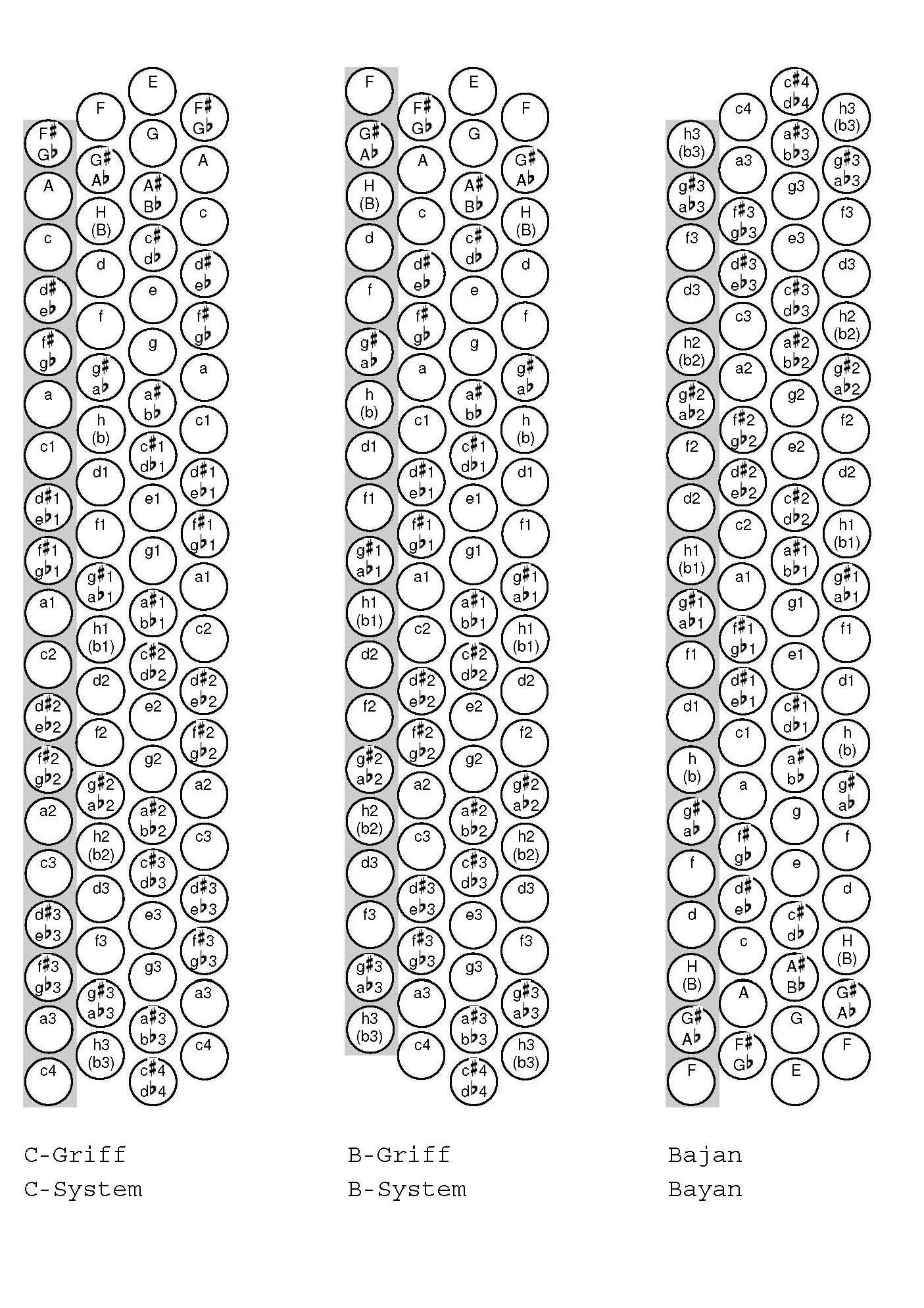
クロマティック式フリー・ベースの配列。左からCシステム、Bシステム、バヤン式。

##### クロマティック式フリー・ベース（クロマティック・システム）
左手側のベースボタンも、クロマティック・ボタン鍵盤式アコーディオンの右手側と同様に並べる方式。

##### クイント式フリー・ベース（クイント・システム）
ストラデラ・ベースの「基本ベース」「対位ベース」の並びかた（五度音階=「quint」=クイント）をベース部分全体に拡張した方式。

##### ピアノ式フリー・ベース
左手側のベース部のボタン鍵盤（まれにベース部もピアノ式鍵盤を採用する場合もある）の配列をピアノの白鍵と黒鍵のように並べたタイプ。コーカサスの民族楽器的な「東方アコーディオン」等で普通に見られる方式。

#### ベースレス
日本の小学校等で教育楽器として使用される「合奏用アコーディオン」では、左手側のベースボタンを省略したタイプが多用される。そのぶん軽量で安価になるだけでなく、演奏性の面でもリードの音の立ち上がり（レスポンス）が良くなるというメリットがある。

## アコーディオンの歴史

### 起源

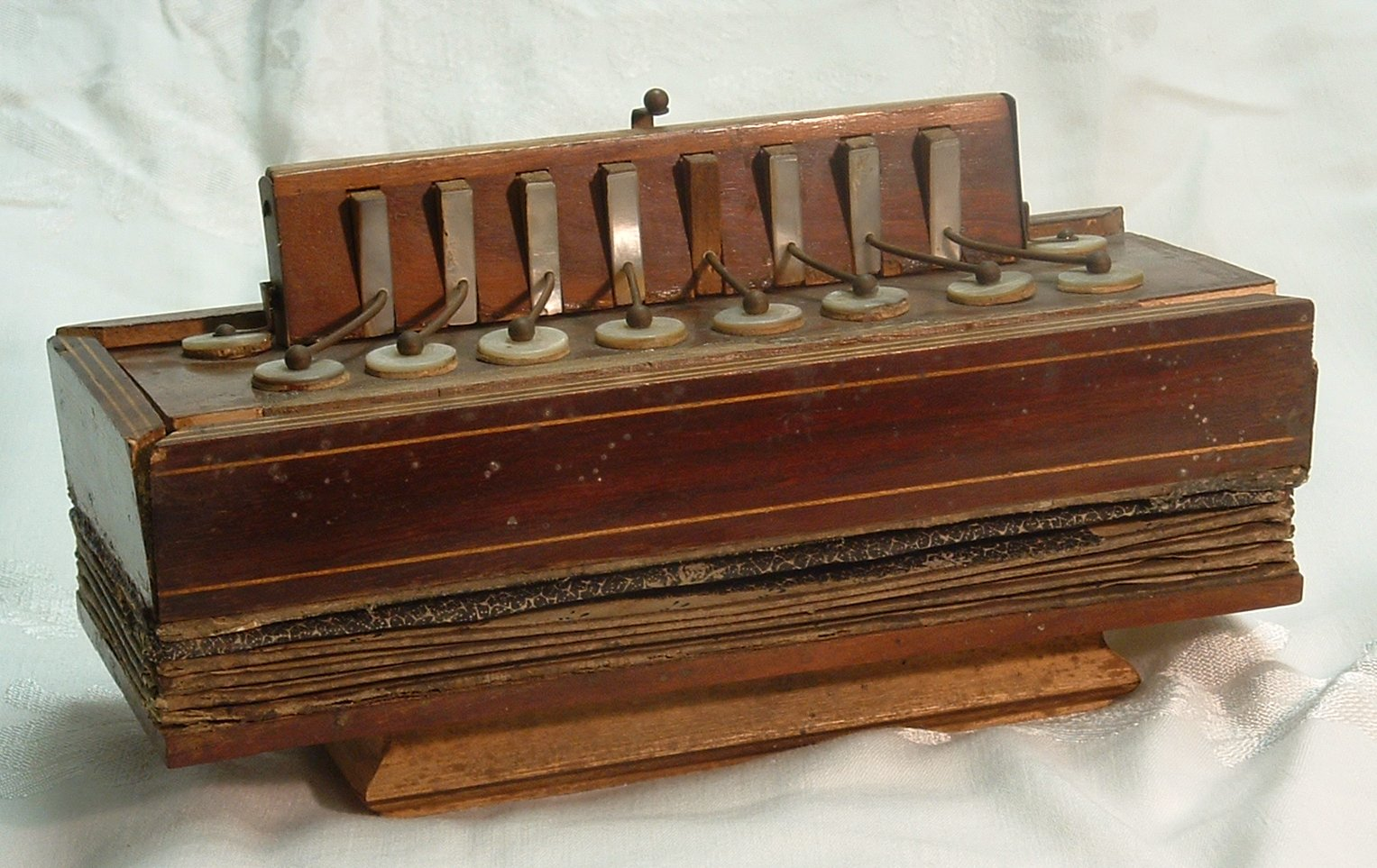
初期のアコーディオン。1830年代。8鍵のボタン鍵盤式

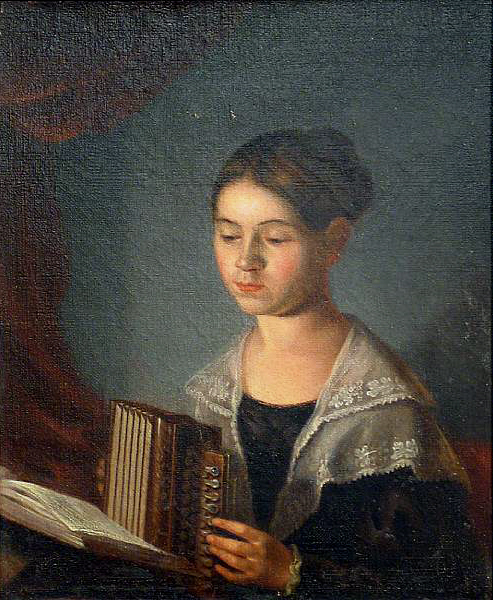
初期のダイアトニックアコーディオンを弾く女子。当時は今と逆に、左手側で旋律を弾いた。年代不詳、19世紀のドイツ。

世界最初のフリーリード楽器は中国の笙であるが、これは息で空気を送り込むようになっている。この笙のようなフリーリードによる発声の仕組みを、18世紀にヨーロッパの旅行者が中国から持ち帰ったものと思われる。
アコーディオンの発明者については、諸説がある。
- ブッシュマン説 - 1822年にドイツのフリードリッヒ・ブッシュマン（Friedrich Buschmann、1805年6月17日 - 1864年10月1日）が発明した簡素な蛇腹楽器「ハンド・エオリーネ」 (Hand-Aeoline) を最初のアコーディオンと見なす説。
- デミアン説 - 1829年5月23日にオーストリアのシリル・デミアン（英語版）が特許を取得した「アコーディオン」を最初と見なす説。「アコーディオン」はデミアンによる命名で、「和音」を意味する語 accord に由来する。ディアトニック式で、全音階（メジャースケールの7音）を持ち、単一のキーのみで演奏された。
- ロシア人説 - ドイツやオーストリアで蛇腹楽器が発明される前に、すでにロシアで同様の楽器が考案されていたと主張する者もいるが、根拠は薄い。

「アコーディオン」という呼称を重視するならば、アコーディオンの発明者はデミアンである。1979年「アコーディオン150年祭」というイベントが日本でも行われた。

### 世界への広がり
アコーディオンは一種の器械であり、デミアン以降も多くの楽器製作者が改良を重ね、自分が開発した新しいタイプのアコーディオンに関する技術を次々に特許登録した。19世紀のヨーロッパでは様々な物品や資料を集めて展示する博覧会がよく開催された。アコーディオンやコンサーティーナなど当時としては新しい器械技術を盛り込んだ蛇腹楽器の新製品も、ウィーンやミュンヘンなど大都市で開催された国際的な工業博覧会に出品された。特許制度による知的財産保護と、博覧会など新時代の情報公開も追い風となり、アコーディオンの製作技術はヨーロッパ各地に広まった。
アコーディオンという楽器の設計思想そのものも、この楽器の普及を後押しした。発明者のシリル・デミアンの特許申請書にもあるとおり、彼は、音楽の知識をもたない素人でも簡単に旋律や和音伴奏を弾ける簡便な楽器として、アコーディオンを発明した。デミアンが意図したとおり、プロの音楽家だけではなく、船乗りや移民、行商人、宣教師、軍人、旅芸人など、多くの人々がアコーディオンを持参して各地を旅し、この楽器を世界に広めた。

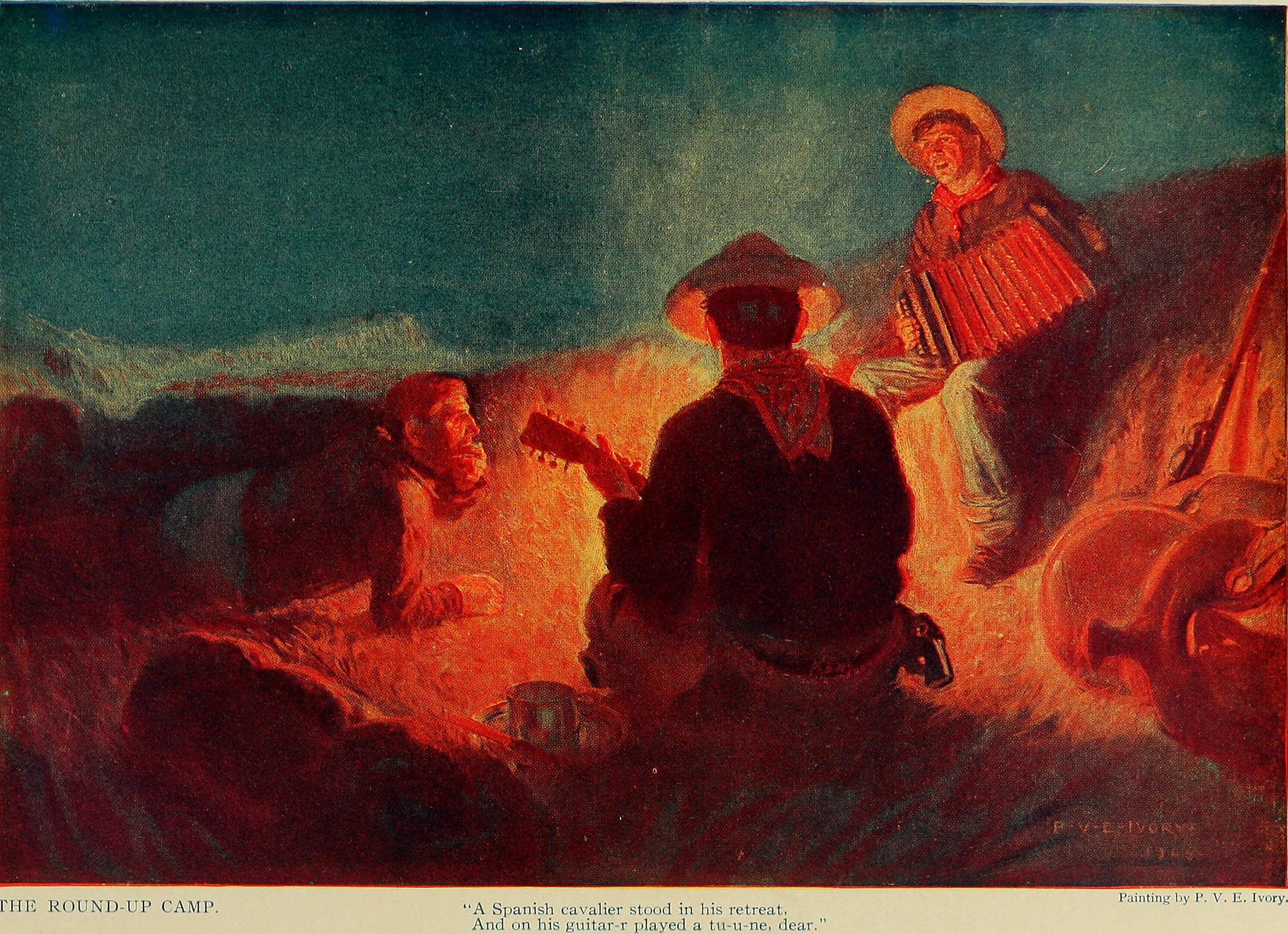
「西部劇」時代の絵画作品。キャンプで、ギターを弾く仲間と一緒にダイアトニックアコーディオンを弾きながら歌う男。1885年、米国。
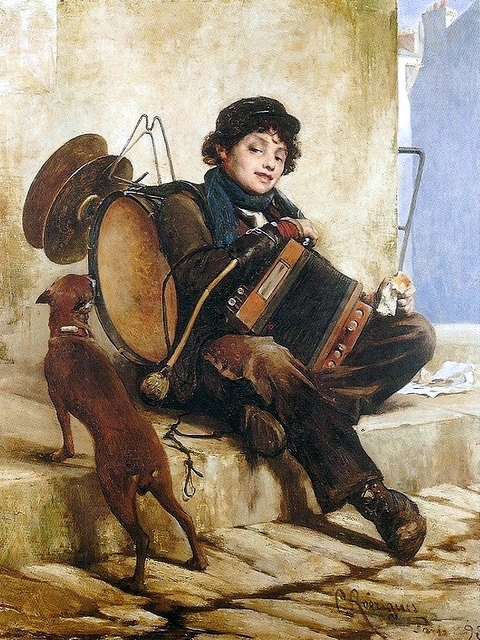
ダイアトニック・アコーディオンを持つ「一人楽団」の大道芸人を描いたManuel Lopes Rodriguesの絵画作品「歩くオーケストラ」 (Orquestra ambulante) 。1898年。
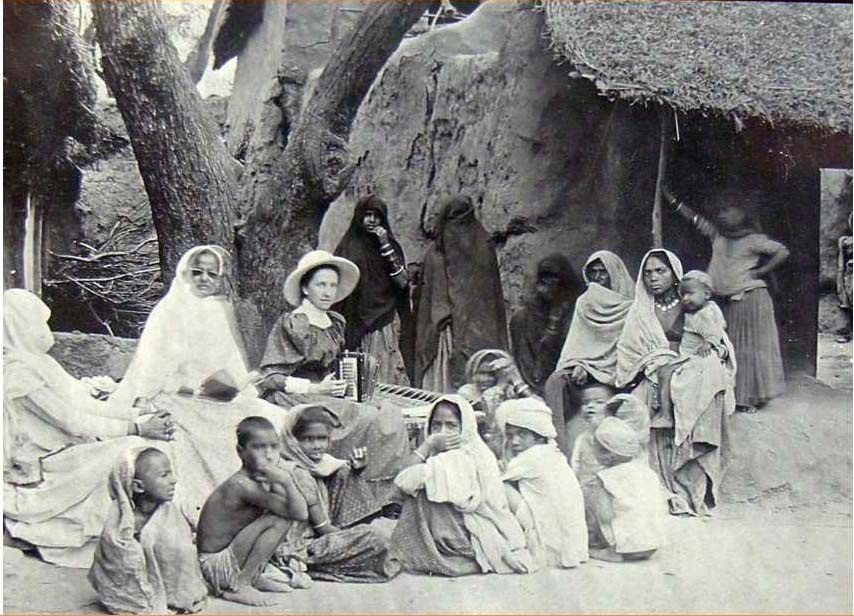
インドの農村で小型のダイアトニック・アコーディオンを弾く女性宣教師。アコーディオン等の蛇腹楽器は、旋律と和音伴奏を同時に弾ける自己完結楽器なので、オルガンの代わりに讃美歌の伴奏にも使える。1900年ごろ。
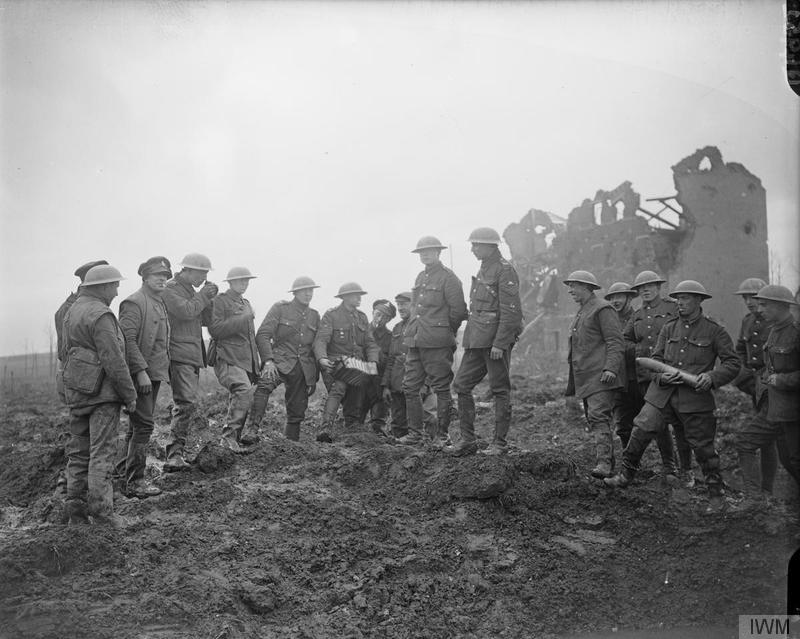
第一次世界大戦の戦場でダイアトニックアコーディオンの立奏（中央）に聴き入る兵士たち。ダイアトニック式は小さくて軽く、機構も簡素で故障しにくかったので、兵士に好まれた。1917年撮影。
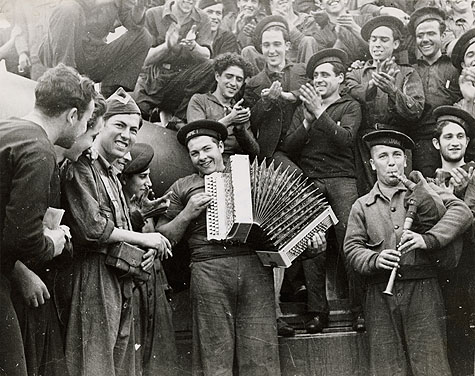
クロマテイック・アコーディオンを立奏する水兵。戦艦ハイメ1世にて、ゲルダ・タロー撮影、1937年。
ピアノ式アコーディオンを立奏する女性。マンザナー強制収容所、1942年。

### 変遷

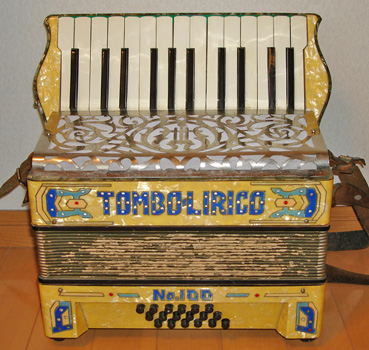
20世紀前半のアール・デコ調のアコーディオン (Tombo No.100 Lirico)

アコーディオンの外見は時代とともに変化している。
例えば、デミアンが製作した初期のアコーディオンは、左手でメロディーを弾き、右手で蛇腹の端をおさえて風を送り、現在のアコーディオンと左右の持ち方が逆転していた。また初期のアコーディオンは簡便な押し引き異音式だったが、演奏能力拡張型の押し引き同音式の機種も考案された。楽器の演奏能力向上の改良は今日に至るまで絶えず続いており、時代がくだるほど多種多様なタイプのアコーディオンが併存するようになった。
またアコーディオンの素材やデザインも、時代の流行がある。ピアノ式アコーディオンの場合、20世紀前半までは、鍵盤部の両脇がリラのようにふくらみ、ボディも角ばったアール・デコ調のデザインが好まれた。20世紀後半以降は、装飾を減らし、ボディの角に丸みを持たせたタイプが普及している。こうした外観の変化は、飛行機や自動車など機械のデザインの変遷と似ている面がある。今日でも、中古楽器市場や骨董市場では、古いデザインのヴィンテージ・アコーディオンもかなり出回っている。
アコーディオンが使われる音楽シーンも変化した。
上述のとおり、初期のアコーディオンは、アマチュアも手軽に演奏を楽しめる安直な楽器だった。日本のアコーディオン普及協会会長をつとめた金子元孝も、レオ・フェレ (Léo Ferré) の名曲のタイトル「貧乏人のピアノ」 (Le piano du pauvre) がピアノではなくアコーディオンを指すこと、この歌のタイトルのとおり昔のアコーディオンは非常に安価で、誰でも手軽に弾ける易しい楽器であり、田舎も含めてどこの家庭にも小型のアコーディオンが普及していたことを指摘している。
時代がくだると、高価で重くて習得が難しい演奏能力向上型の機種も次々と開発された。これらは素人にはオーバースペックだが、プロの音楽家がアコーディオンで芸術音楽を演奏することを可能とした。
例えば、かつてオーケストラの中に入る鍵盤楽器といえばピアノ、チェレスタ、オルガン、の他にハーモニウムが使用されることがあったが、楽器の演奏能力と奏者の演奏技術が上がったことで、アコーディオンがハーモニウムよりも多用されるようになっている。武満徹、ベアート・フラー、グバイドゥーリナはオーケストラ曲でアコーディオンまたはバヤンを用い、高い音響効果をあげている。

### 日本での歴史

#### 江戸時代から現在まで
日本への江戸時代の末に伝来した。美保神社には、嘉永2年（1849年）に奉納された「日本渡来最古のアコーディオン」（1841年ごろ、ウィーンで製作された小型の1列ボタンのダイアトニック・アコーディオン）が現存している。五雲亭貞秀の幕末の錦絵にも、アコーディオン（現在と左右が逆の古いタイプ）を弾く米国女性が描かれている。西南戦争で最後まで西郷隆盛と行動を共にした村田新八がアコーディオンを好んで弾いたことは有名である。

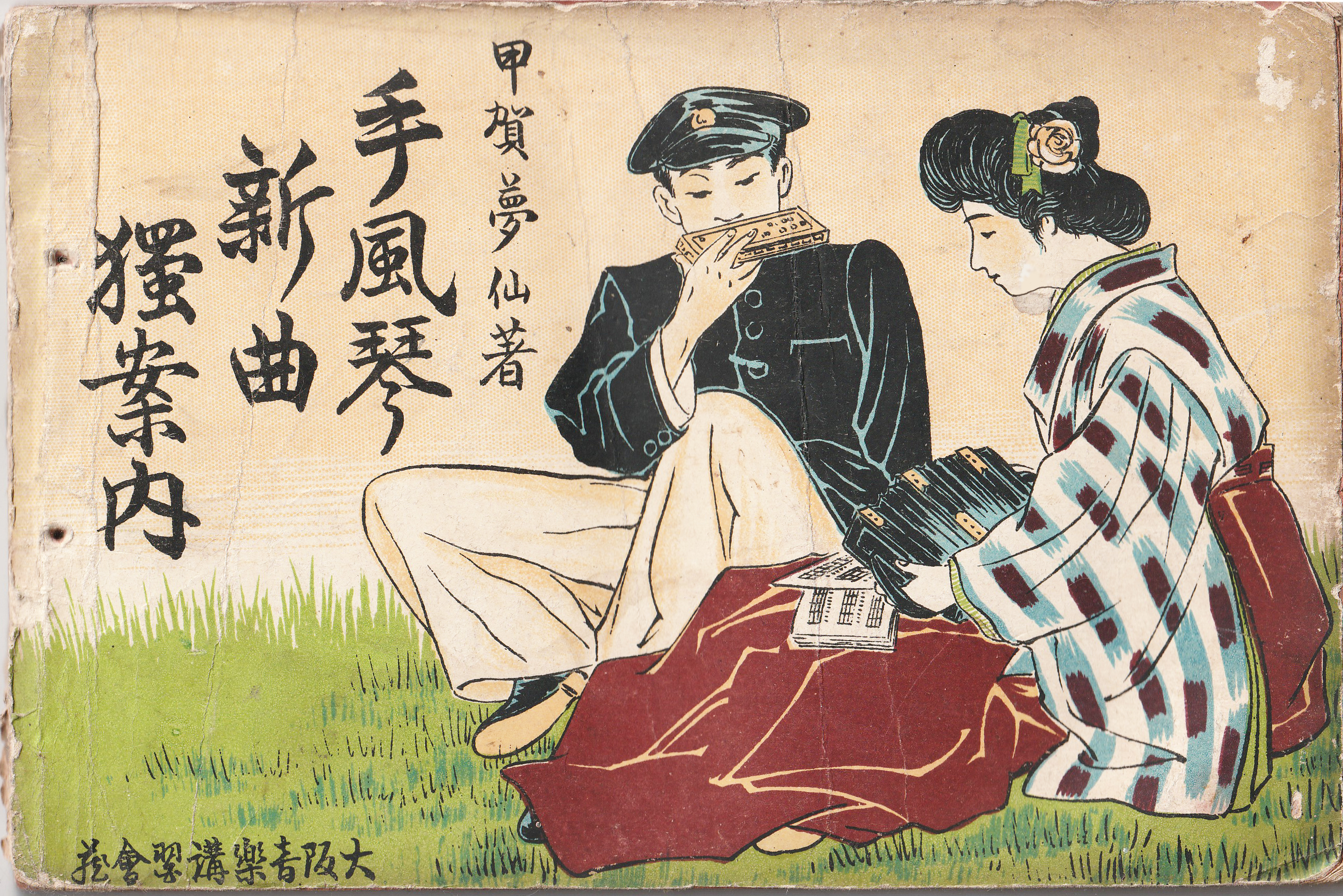
明治32年（1899年）刊『手風琴新曲独案内』。アコーディオンを弾く女学生と、ハーモニカを吹く男子学生。

その後、日本ではアコーディオンの流行期と衰退期が交互に繰り返した。金子元孝によると、明治30年代の関西での「手風琴」大流行、昭和10年代から20年代、1960年代（昭和35年から昭和44年）がアコーディオンの「わが国における三つの黄金時代」であった。
当初、アコーディオンは輸入品ばかりであったが、明治30年代に入ると国産の「手風琴」の製造販売も見られた。ただし当時の国産品はリードに問題があったようで、明治30年代後半に姿を消してしまった。国産アコーディオンの量産が軌道に乗るのは、昭和6年の「トンボ一号」（トンボ楽器製作所）からである。
2021年現在、JAPC（日本アコーディオン振興協議会）やJAA（日本アコーディオン協会）、AAA（全関西アコーディオン協会）、関東アコーディオン演奏交流会、CAC（中部アコーディオンクラブ）をはじめ数多くの関係団体が存在し、アコーディオンの普及と振興を図っている。

#### ダイアトニックからピアノ式へ

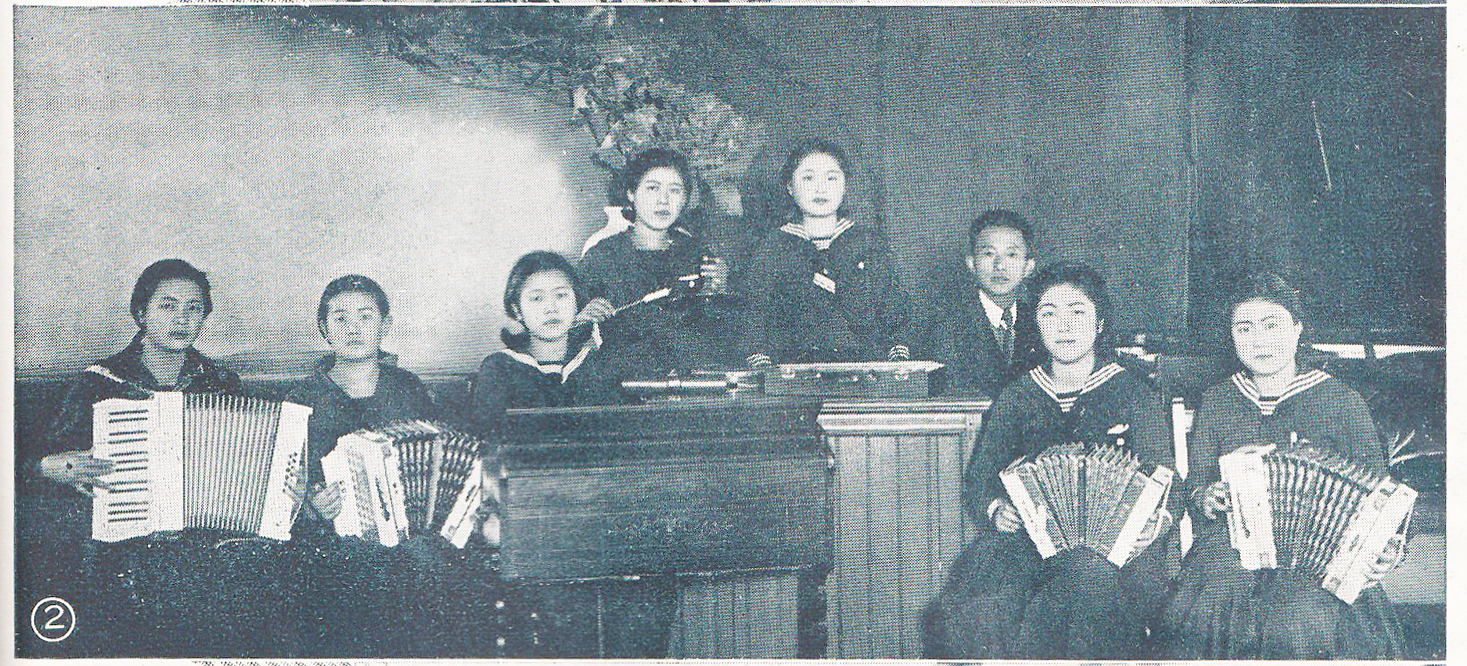
昭和15年（1940年）、山口県立萩商業女学校のアコーディオン・バンド。国産のダイアトニック・アコーディオンと、ピアノ・アコーディオン（12ベース、小型）の混成。

日本でアコーディオン（手風琴）と言えば、明治から大正まではダイアトニック・アコーディオンが主流だったが、昭和10年代の流行期からピアノ・アコーディオンが広まり始めた（戦前の日本では、ダイアトニック・アコーディオンに比べて、ピアノ・アコーディオンは高価であった）。

戦後は、横森良造はじめテレビなどに露出の多いアコーディオニストの多くがピアノ式を演奏したこと、小学校の音楽教育では教育楽器としてピアノ式鍵盤を備えた合奏用アコーディオンを採用したこと、などの理由により、昭和中期以降の日本で単にアコーディオンと言えば、もっぱらピアノ式鍵盤を備えたピアノ・アコーディオンを指すようになった。

一方、ダイアトニック・アコーディオンも、海外の民族音楽の演奏者を中心に、現在の日本でも一定の人気と知名度を保っている。

#### 教育楽器
日本では、昭和33年（1958年）の第2次「学習指導要領」改訂ののち、小学校など一般的な音楽教育の現場でも教育楽器としてアコーディオンが採用され、馴染みは深い。
日本の小学校などで用いられる「合奏用アコーディオン」は、左手のボタンを省略したピアノ式アコーディオンで、機種の音域ごとにアルト、ソプラノ、テナー、バスと分担化されており、器楽合奏や鼓笛パレードで組み合わせて用いられる場合が多い。

#### クロマティック式の伝来
日本国内にあるクロマティック・ボタン式アコーディオンは、本格的な国産品は2021年現在まで作られたことはなく、全て外国製の輸入品である。個人の購入などは別として、日本国内での楽器店での正規の輸入・販売は、1957年、アコーディオニストの金子元孝が、桜井徳二をうながして正規にクロマティック式を輸入してもらったのが最初である。これ以降、日本でもクロマチック式のプロ奏者は少しずつ増えた。金子元孝も含め、当初はピアノ式を弾いていたプロ奏者がクロマチック式に転向する例も少なくない。

#### ギャラリー

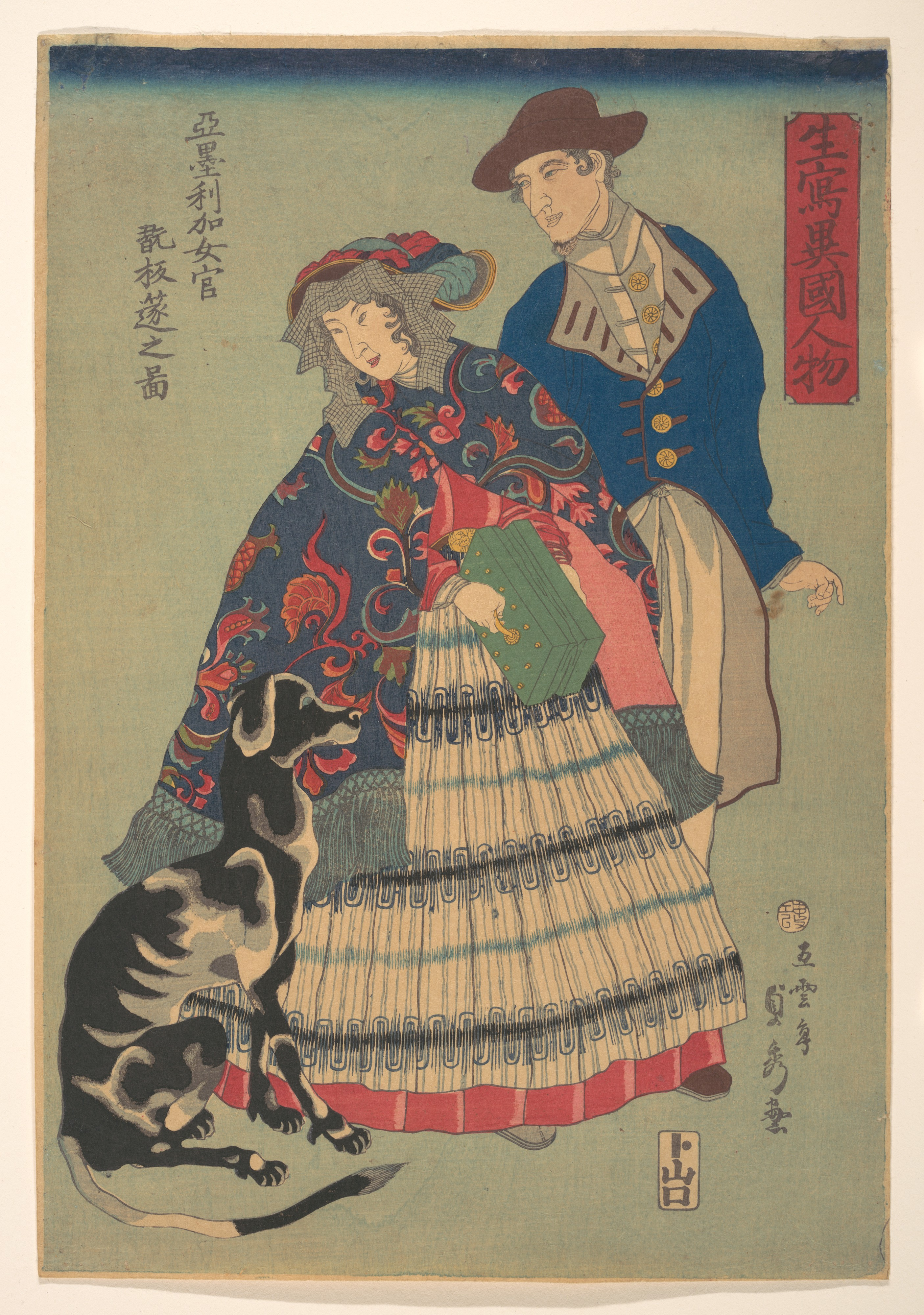
五雲亭貞秀「生写異国人物 亜墨利加女官翫板遂之図」万延元年（1860年）。古いタイプのアコーディオンを弾く米国人女性秘書の絵。
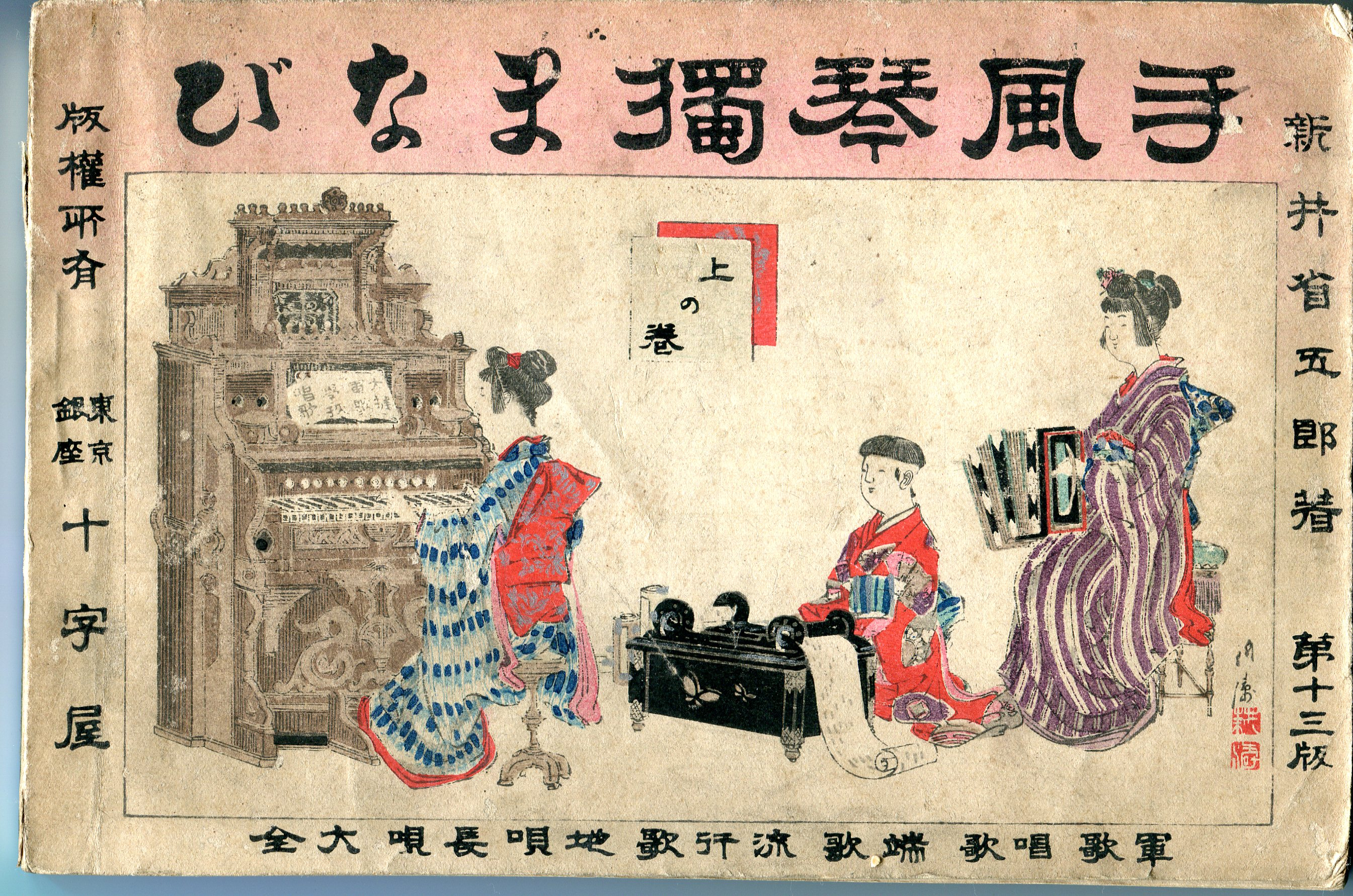
明治時代のアコーディオン（手風琴）の独習用教則本。右端の和服の女性はダイアトニック式アコーディオンを、中央と左の女性はそれぞれ紙腔琴とオルガンを合奏している。
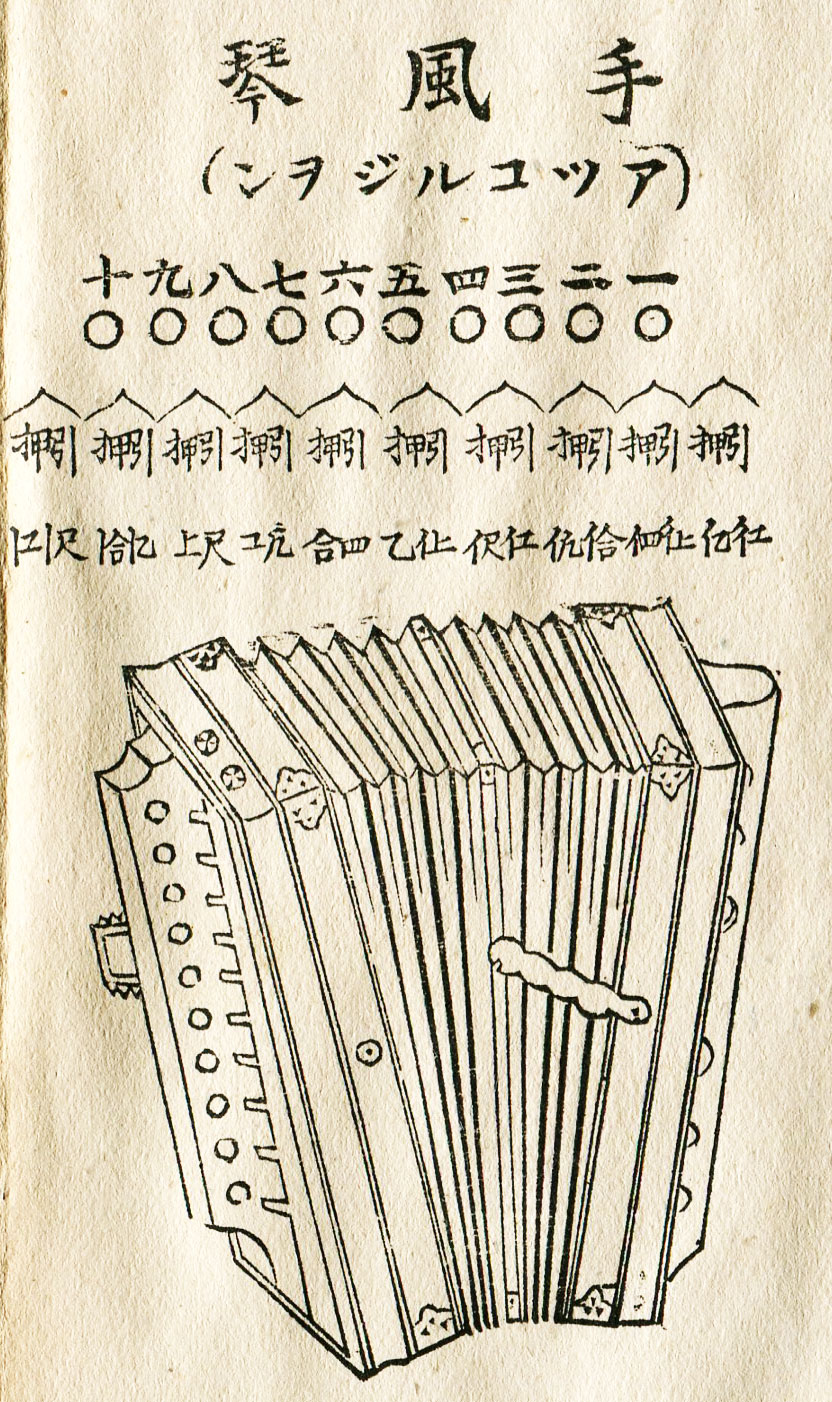
『月琴雑曲清楽速成自在』（著：静琴楽士・明治30年）のダイアトニック・アコーディオン（「アツコルジヲン」）の説明図。各ボタンの「押・引」と各音階を工尺譜で書いてある。
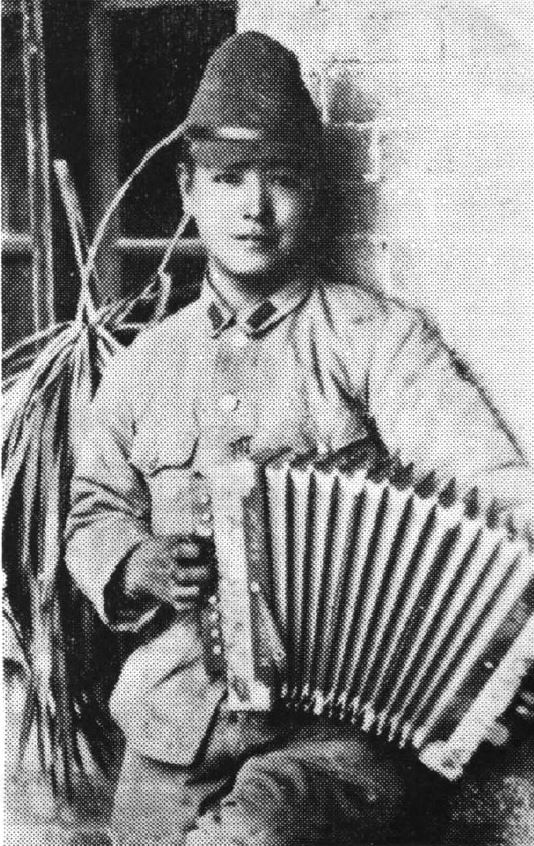
戦時中、ダイアトニック・アコーディオンを弾く日本兵。
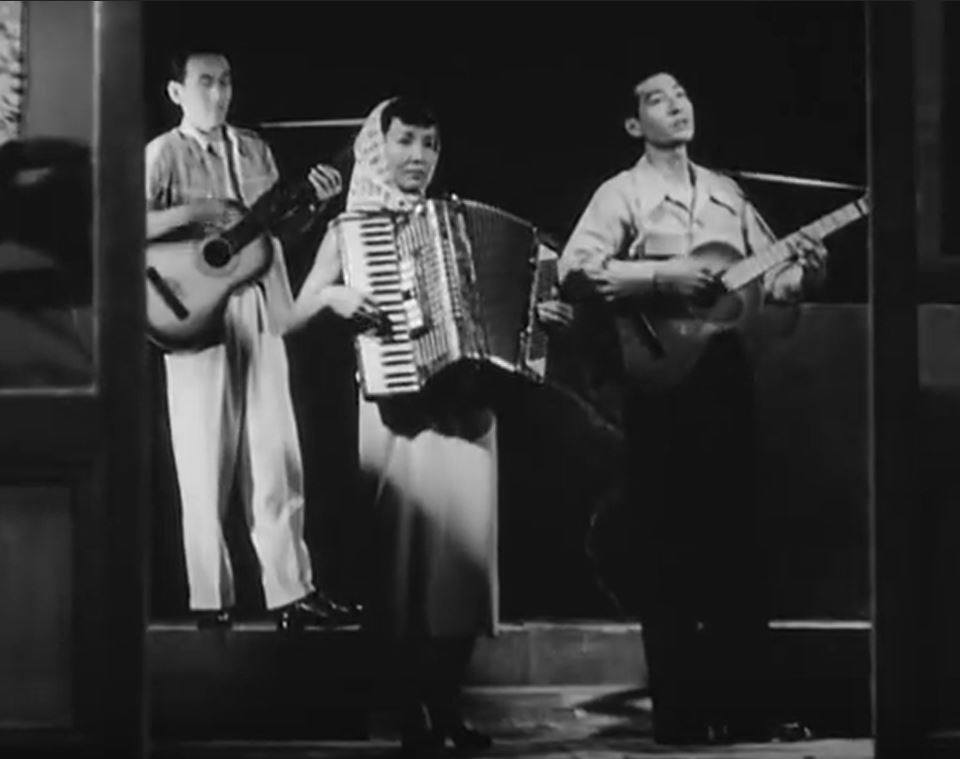
昭和の流し。夜の熱海温泉街で「燦めく星座」を弾き語りするギター弾きと、アコーディオン弾き（演・村上茂子）。1953年の映画『東京物語』の一場面より。

## アコーディオンの種類

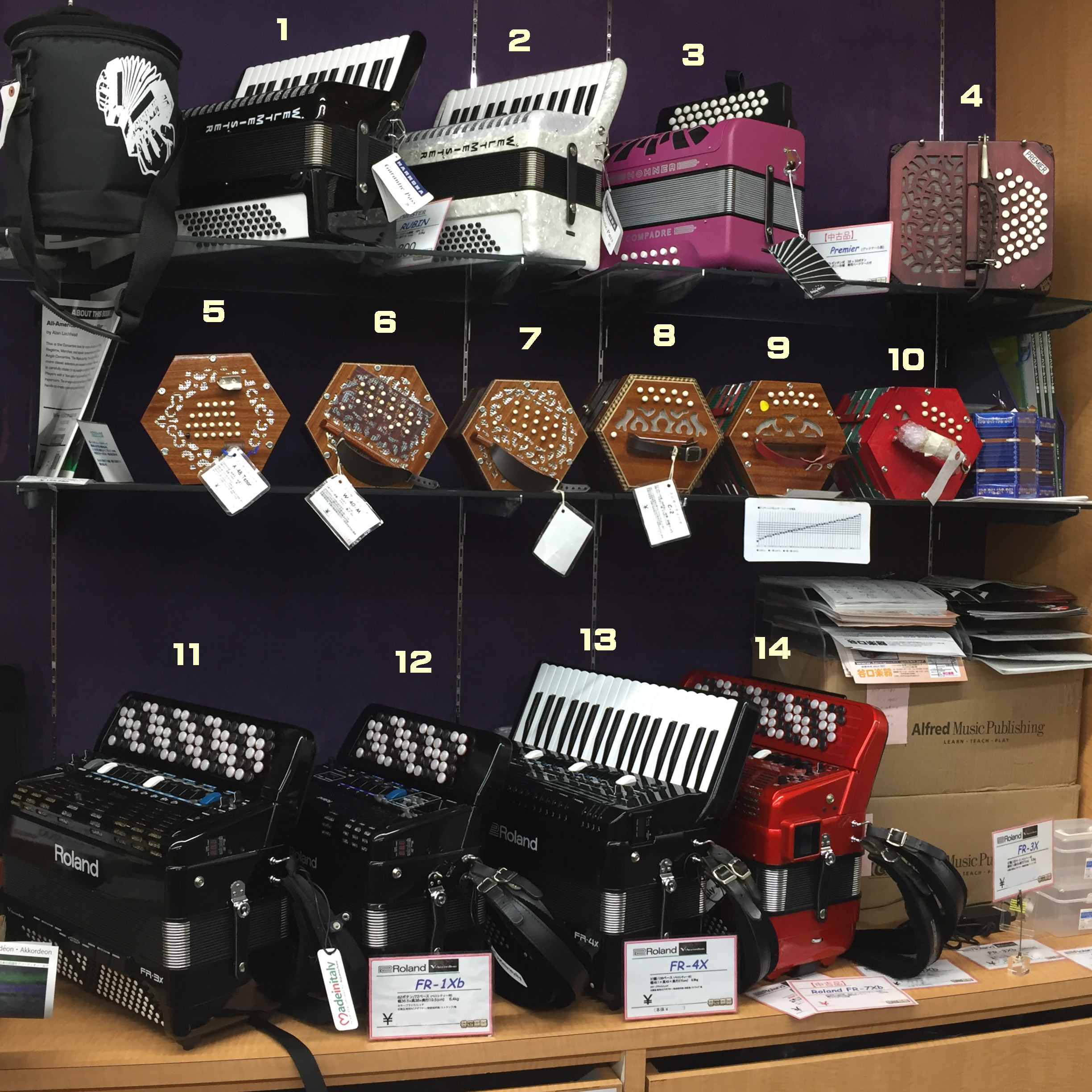
楽器店のアコーディオン売場の陳列棚。狭義の「アコーディオン」には含まれない蛇腹楽器も一緒に並んでいる(東京・谷口楽器で撮影)
ピアノ・アコーディオン…1,2,13
ダイアトニック・アコーディオン…3
クロマティック・アコーディオン…11,12,14
電子アコーディオン(ローランド社製 商品名『Vアコーディオン』)…11～14
バンドネオン…4
イングリッシュ・コンサーティーナ…5
アングロ・コンサーティーナ…6～10

1829年にアコーディオンが発明されて以来、さまざまなタイプのアコーディオンが考案されてきた。現在ではすたれたタイプのアコーディオンもあれば、今も百年以上変わらずに使われているタイプもある。同じアコーディオンであっても、タイプや設計思想が異なれば、全く別種の楽器と言ってよいほど奏法も音楽性も違ってくるので、要注意である。
アコーディオンの種類分けで特に重要なポイントは、以下の3点である。
- 蛇腹の操作は押し引き異音式（ダイアトニック）か、押し引き同音式（クロマティック）か
- 右手の高音部はボタン式鍵盤か、ピアノ式鍵盤か
- 左右の筐体は左右非相称（狭義のアコーディオン）か、左右相称（コンサーティーナやバンドネオン。広義のアコーディオン族だが、通常はアコーディオンに含めない）か

上記の他にも、副次的な分類として、左手側のベースボタンの配列に注目した種類分けや、楽器の大きさ、音色に着目した種類分けもある。
日本で最も普及しているピアノ・アコーディオンは、ストラデラ・ベースをもつ押し引き同音式である。世界的に見ると、ボタン式アコーディオンや押し引き異音式アコーディオンのほうが普及している国や地域も多い。以下、主な種類を紹介する。

### ピアノ・アコーディオン
ピアノ・アコーディオン（「ピアノ鍵盤アコーディオン」もしくは単に「鍵盤アコーディオン」と呼ばれることもある）は19世紀にヨーロッパで開発されたタイプで、日本では最も一般的なタイプのアコーディオンである。
右手部はピアノの鍵盤と同形状の「手鍵盤」になっており、ピアノよりは鍵盤のサイズは小さめであることが多いが、ピアノ奏者でも演奏することができる。
左手のベース・ボタンは和音伴奏のためのもので、上述のとおり、ボタン配列の方式は標準的な「ストラデラ・ベース」や、旋律も自由に弾ける「フリー・ベース」など複数ある。鍵盤数は楽器のサイズによってまちまちだが、プロ奏者が使う大型のアコーディオンでは41鍵120ベース（右手の手鍵盤は41個、左手の和音伴奏用のベースボタンは120個）が標準であり、中型や小型の機種では鍵盤数はこれより少なくなる。

### ボタン・アコーディオン
ボタン式鍵盤を備えたアコーディオンには、押し引き異音式のダイアトニック・アコーディオンと、押し引き同音式のクロマティック・アコーディオンの2系統がある。蛇腹操作の特性上、ダイアトニックは小型の、クロマティックは大型のアコーディオンに多い。

#### ダイアトニック・アコーディオン
ダイアトニック・アコーディオンはもっとも初期に開発されたシンプルなアコーディオンである。
ダイアトニック (diatonic) とは「全音階」を意味し、単一のキー（調）のみが演奏でき、ピアノの黒鍵にあたる半音は出せない（半音を出すためのアクシデンタル・キーを追加したタイプもある）。蛇腹（じゃばら）を伸ばすときと縮めるときで違う音がでる「押引異音式」になっている。ピアノ・アコーディオンなどに比べると構造が単純で軽量である。右手は主旋律を演奏し、左手は2～3のベース音とトニックとデミナントのシンプルな和音を演奏する。ダイアトニックの項目も参照。
ダイアトニック・アコーディオンは、各地の民族音楽と結びついて相互に発展して、種類が多い。

##### メロディオン
ダイアトニック・アコーディオンに対する英語の異称。
英語圏での「メロディオン」という語の意味用法は地域ごとの差が大きいので、要注意である。なお、日本で「メロディオン」と言うと、鈴木楽器製作所の鍵盤ハーモニカの登録商標「メロディオン」 (melodion) を指す。アコーディオンの「メロディオン」は日本語では同音になってしまうが、原語の綴りはmelodeonであり、鍵盤ハーモニカとは全く違う楽器である。
1列ボタン鍵盤（ワン・ロー）で全音階のみ弾けるタイプ
アイルランド英語ではこのタイプだけを「メロディオン」と呼び、2列以上のダイアトニック式ボタンアコーディオンは単に「アコーディオン」と呼ぶ（アイルランドの伝統音楽では、ピアノ・アコーディオンは少数派である）。
2列以上のボタン鍵盤をもち半音もあるていど弾けるタイプ
アイルランドと隣接するイングランドの英語では、2列以上のダイアトニック式ボタンアコーディオンも含めて全てメロディオンと呼ぶ。異なるキーのボタン鍵盤を複数並べることで、蛇腹の押し引きの向きの融通性を広げ、半音も（あるていど）弾けるよう改良したタイプ。例えば2列の「CG調」タイプであれば、ドレミファ…という全音階の他、半音はファ♯ (F♯) も鳴らせる。半音違いのキーのボタン鍵盤列を並べたタイプ、例えば2列の「BC調」であれば、全ての半音も網羅できる。半音階を網羅しているという理屈から言えばもはや「ダイアトニック」（全音階）という呼称は不適切だが、蛇腹楽器関係の用語の歴史的な慣習上、押引異音式の蛇腹楽器はクロマティック音階を弾ける機種も含めて「ダイアトニック」に分類される（詳細は「ダイアトニック」を参照）。

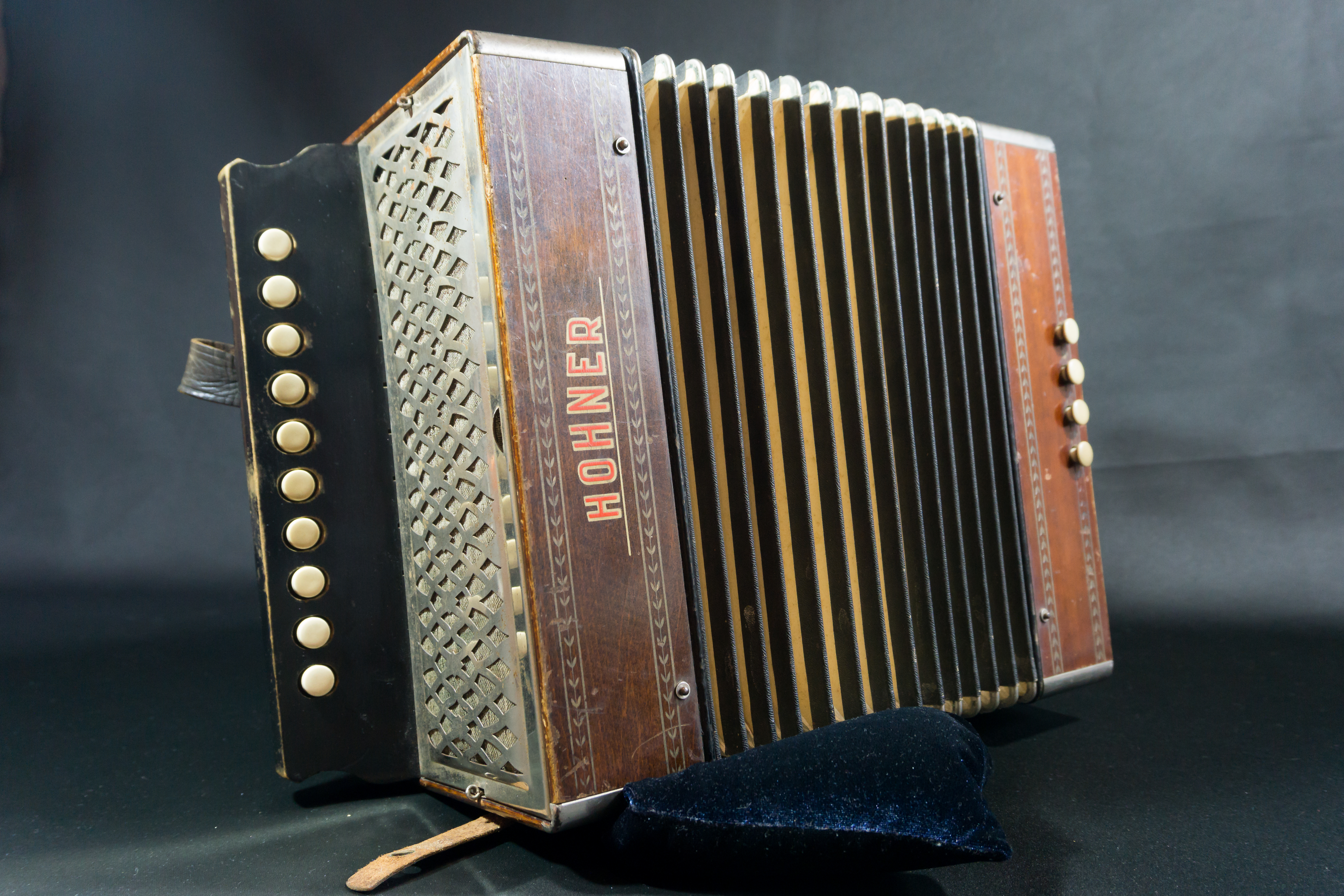
1列（ワン・ロー）のダイアトニック・アコーディオン。アイルランドではこのタイプのみを「メロディオン」 (melodeon) と呼ぶ。
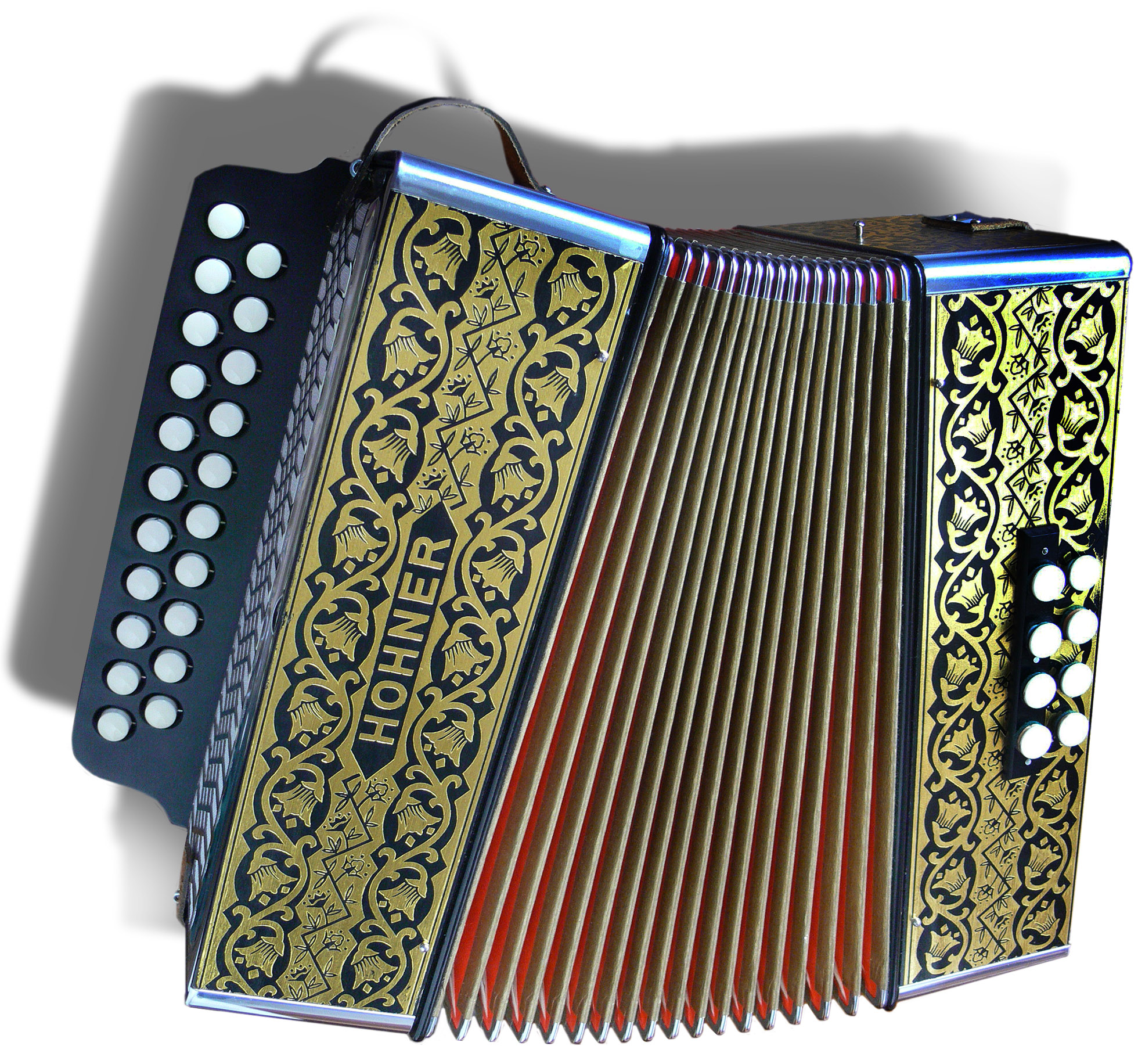
2列（ツー・ロー）のダイアトニック・アコーディオン。イングランドその他の地域ではこれも「メロディオン」と呼ぶ。
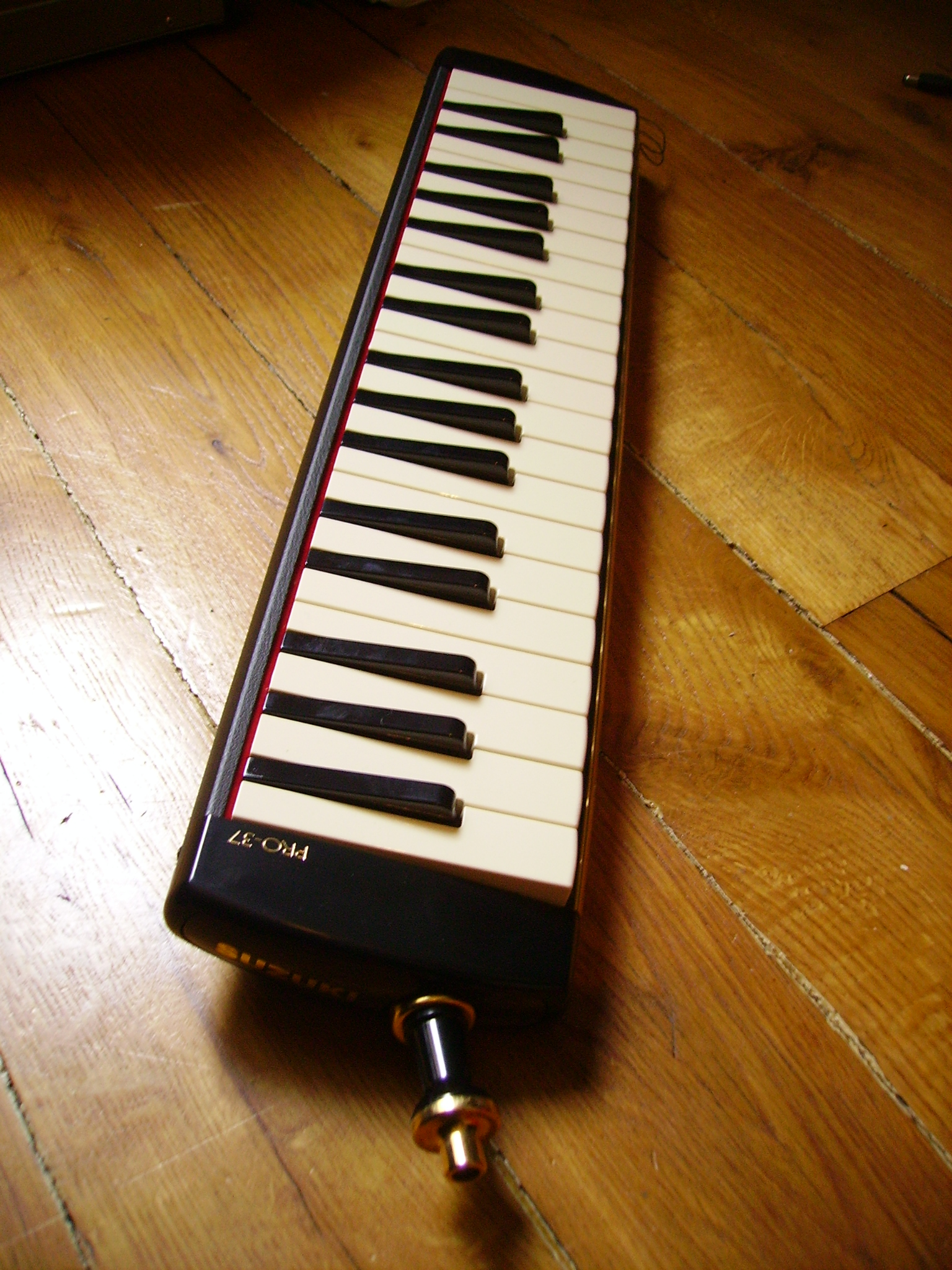
鈴木楽器製作所の鍵盤ハーモニカ「メロディオン」 (melodion) 。melodeon（メロディオン）とは全く別の楽器である。
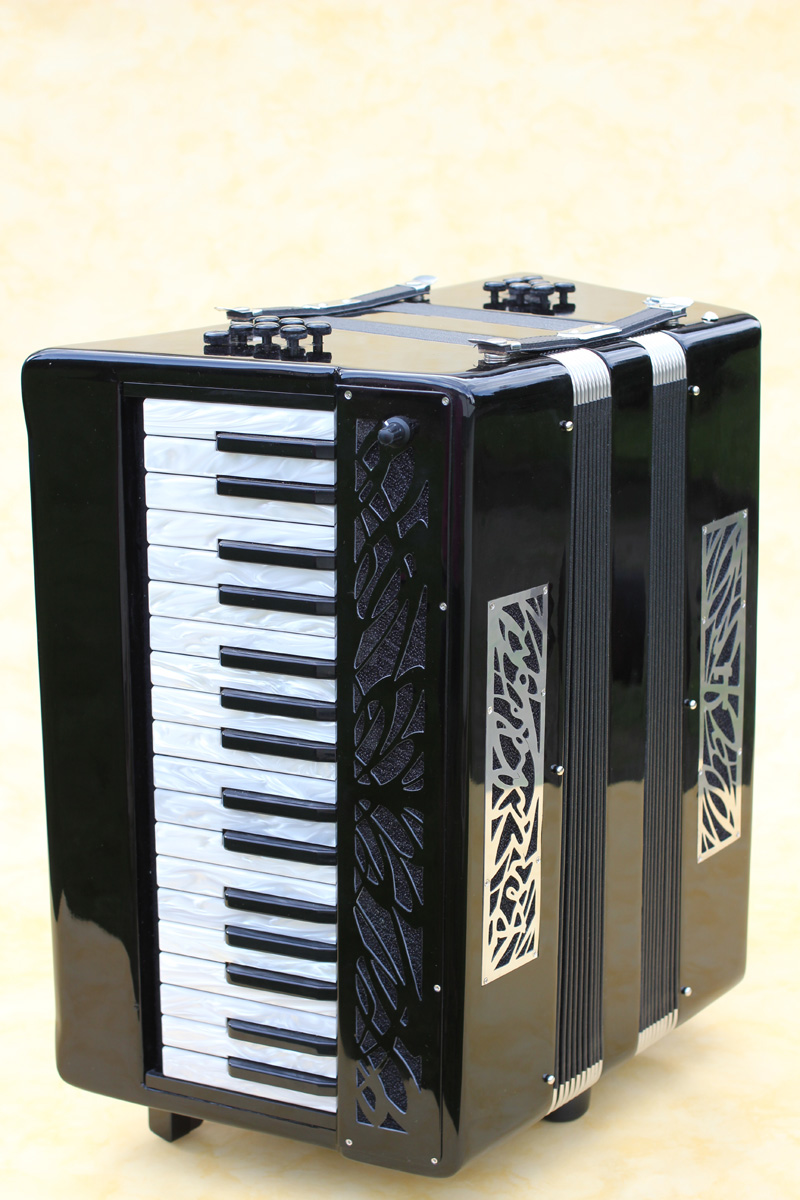
左右両側の筐体にピアノ式鍵盤をしつらえた蛇腹楽器「ベルカンデオン」

##### ケイジャン・アコーディオン
ケイジャン音楽の伴奏に特化したメロディオン。

##### シュランメル・ハーモニカ
オーストリアのシュランメル音楽で使われるアコーディオン。

##### シュタイリッシェ・ハーモニカ
シュタイリシェ・ハーモニカ（Steirische Harmonika=シュタイアーマルク式ハーモニカとも）その名から誤解されがちだが、シュタイアーマルクではなくウィーンが発祥で、アルプス民俗音楽と相性の良い音楽から、当時田舎の代名詞でありウィーンにおいてこのジャンルの音楽の呼称として使われたシュタイアーマルクの名が用いられた。オーストリア、ドイツ、スイス、スロベニア、南チロルなどのアルプス地域を中心に民族音楽やそれに由来するポピュラーミュージックの主力楽器の一つとして現在でも多く使われており、ダイアトニックアコーディオンの中では最も普及している種類の一つでもある。メロディが3～5列、ベースはシングルとダブルのヘリコンベース（通常のベースより1オクターブ低音である）でボタンが2列15個前後と比較的多めであるほか、ベースボタンの両側にはラッパのような開口部が設けられている。またデザインも多くのアコーディオンがトラディッショナルなデザインを抜け出せないことと対称的に、シュトラッサー社（シュタイアーマルク州グラーツに本社を置く大手メーカー）の「クリエイティブ」のように現代的に進化したデザインのものも生産されており、そのことが若いアーティストが抵抗なく手にすることのできる土壌の一つとなっている。

##### 画像

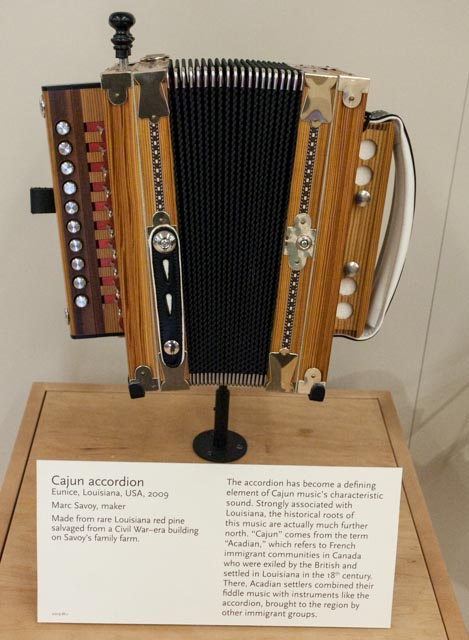
ケイジャン・アコーディオン
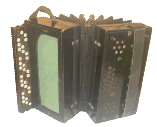
シュランメル・ハーモニカ
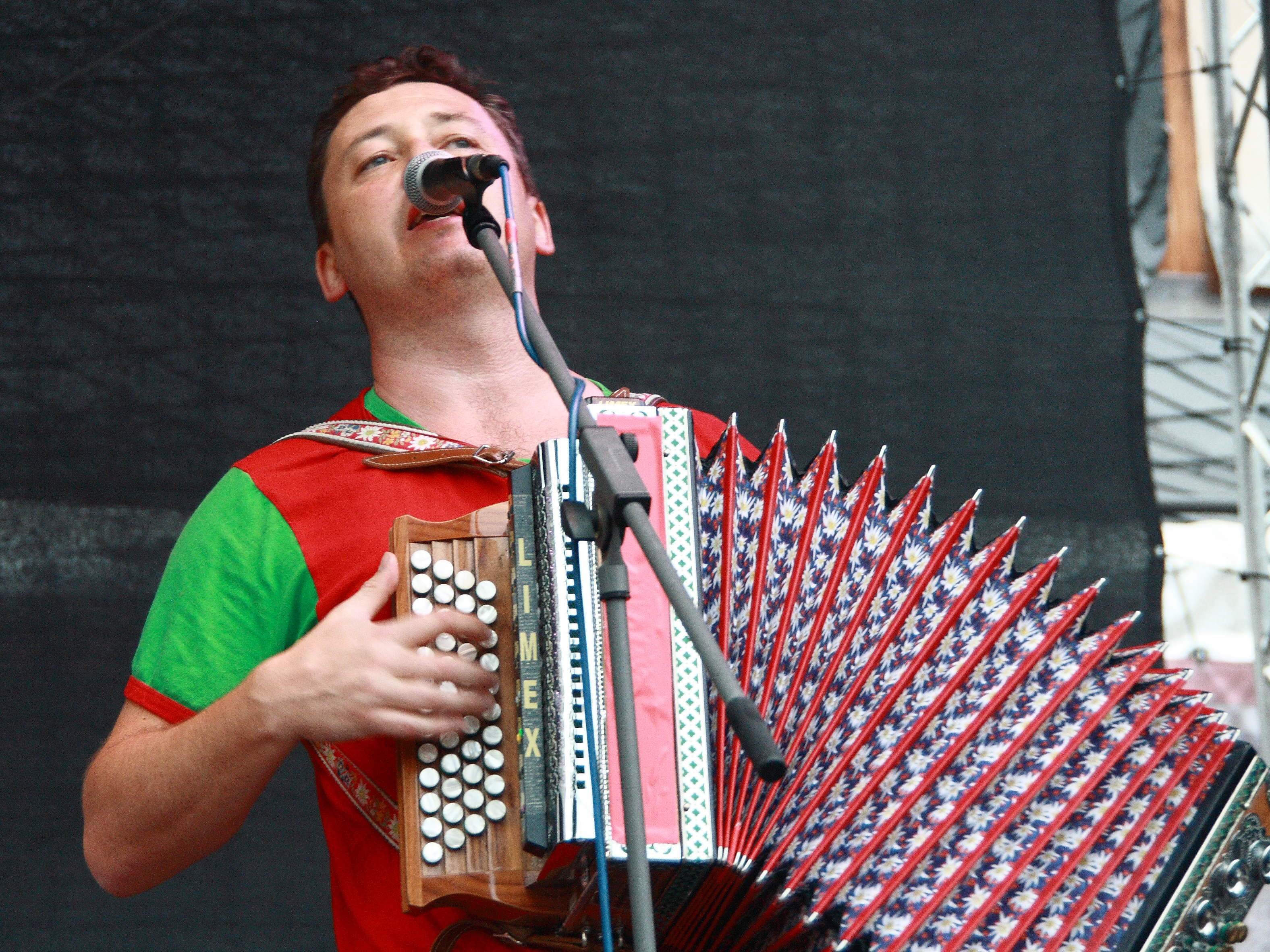
シュタイリッシェ・ハーモニカ
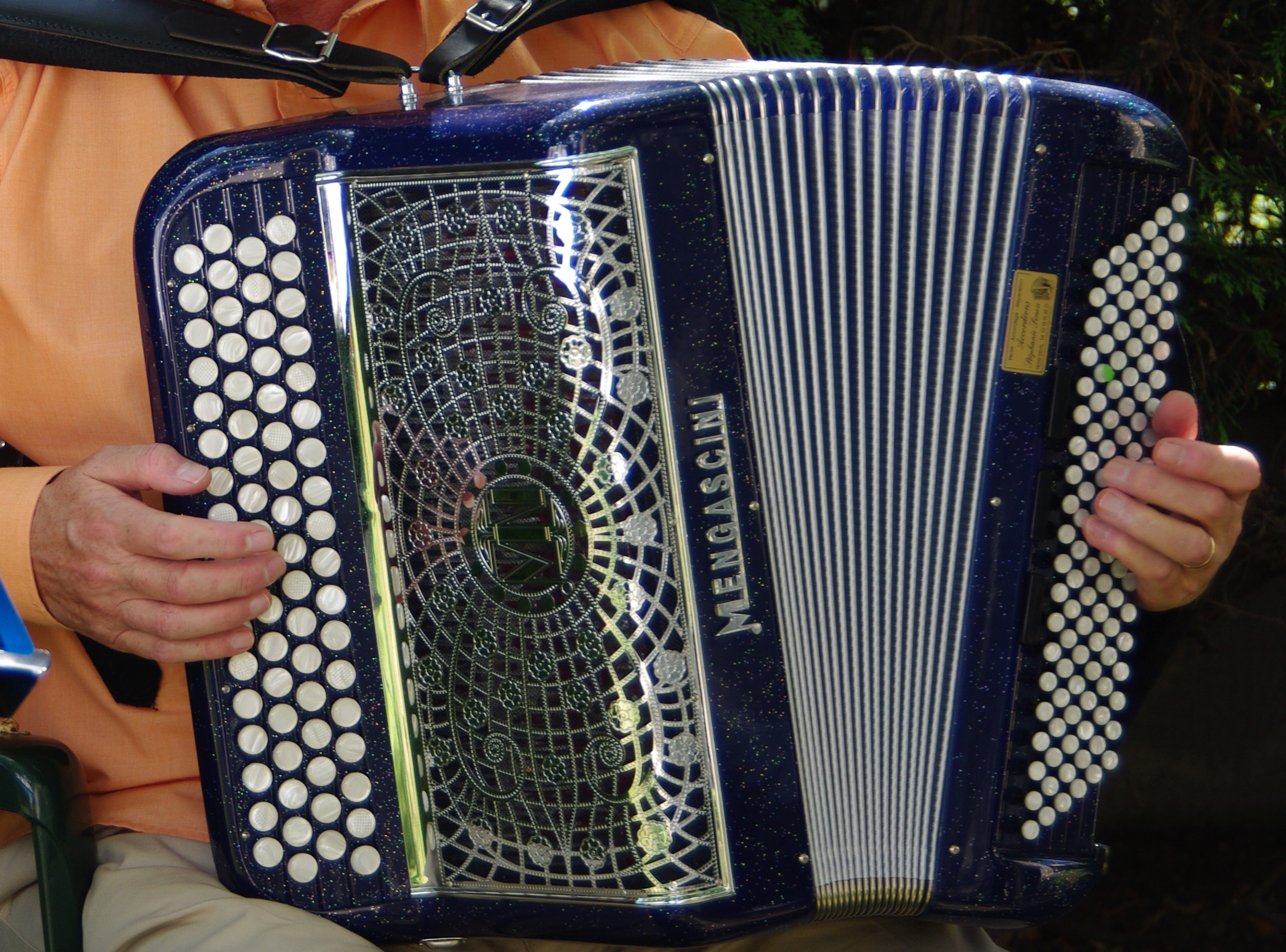
クロマティック・アコーディオン
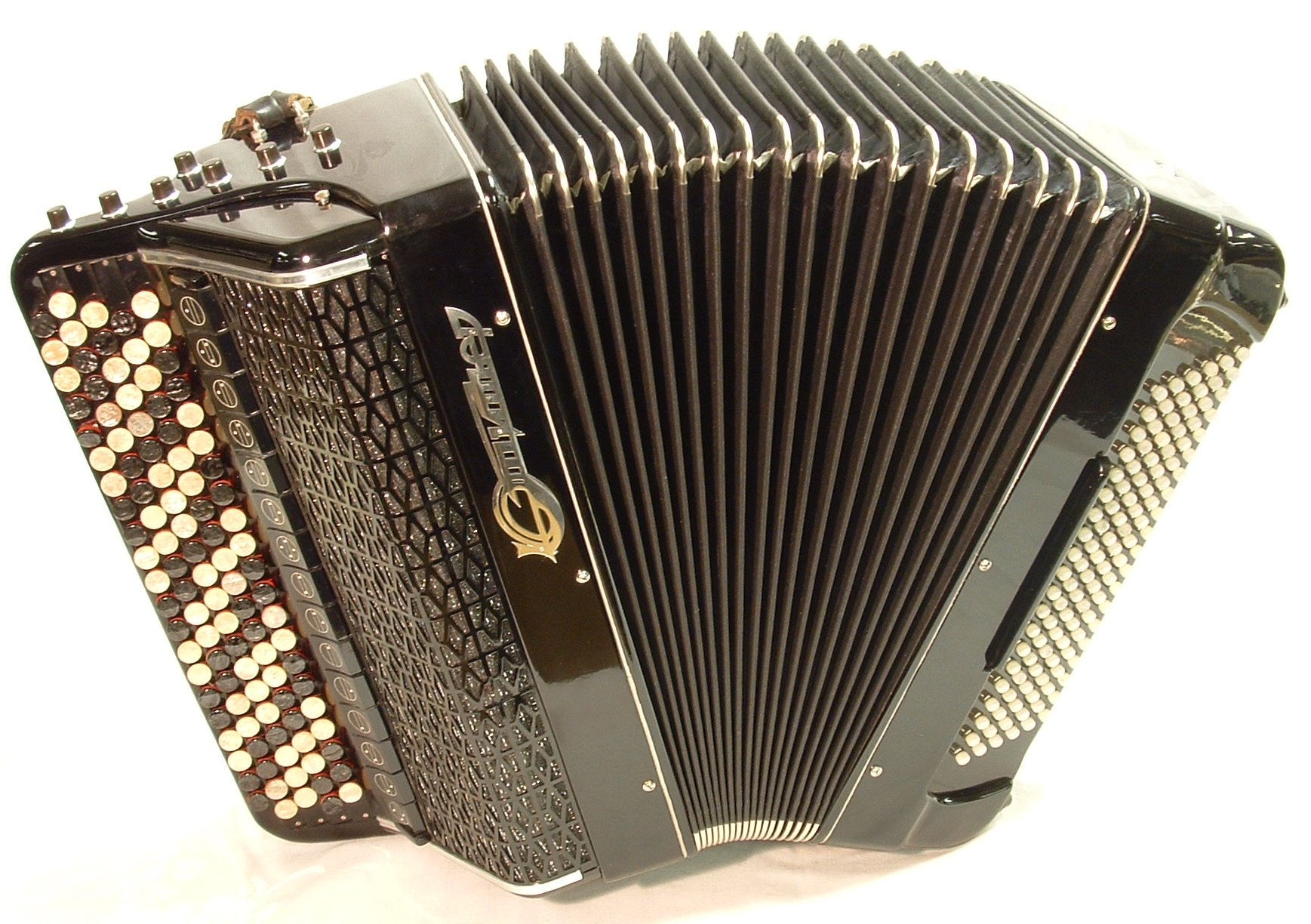
ロシアのバヤン

#### クロマティック・アコーディオン

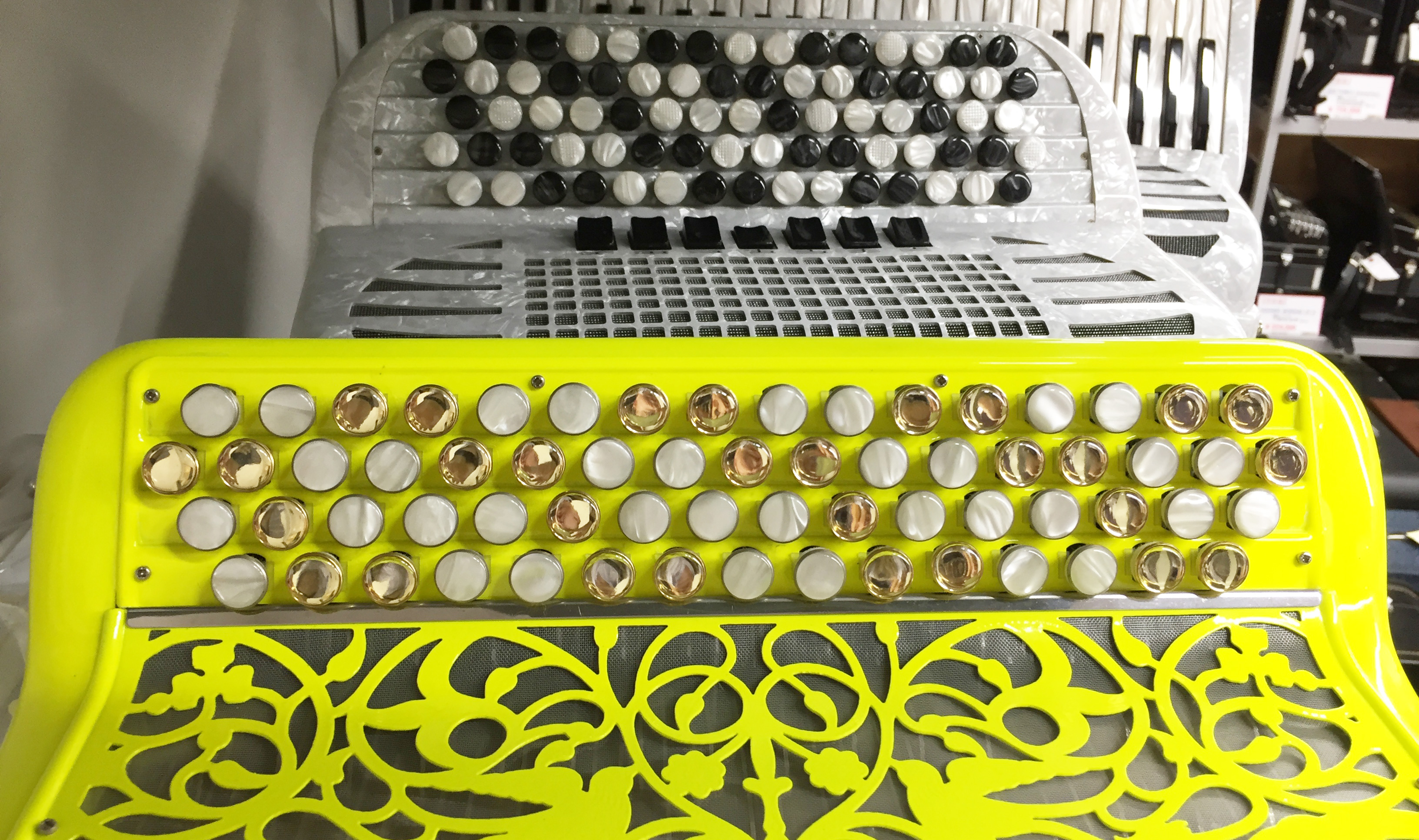
イタリア式のボタン鍵盤。手前の機種は4列だが、奥の機種は5列である。東京・谷口楽器で撮影

クロマティック・ボタン・アコーディオンのこと。
蛇腹楽器の用語で「クロマチック」（クロマティック）と言えば「押し引き同音式で半音階も網羅している蛇腹楽器」を意味するので、語義上はピアノ・アコーディオンも広義のクロマティック・アコーディオンに含まれる。ただし、ピアノ・アコーディオンが「クロマティック」であることは自明であるため、単に「クロマティック・アコーディオン」と言えば、通常、右手の高音部がボタン式鍵盤になっているクロマティック・ボタン・アコーディオンを指す。
全音階でしか演奏できない押し引き異音式のダイアトニック・アコーディオン（ダイアトニック・ボタン・アコーディオン）を改良したもので、1850年ごろにウイーンのフランツ・ワルターによって作られた。
右手側のボタン式鍵盤のキー配列には
- Cシステム（イタリア式）
- Bシステム（ベルギー式）

Cシステム（イタリア式）
Bシステム（ベルギー式）

がある。

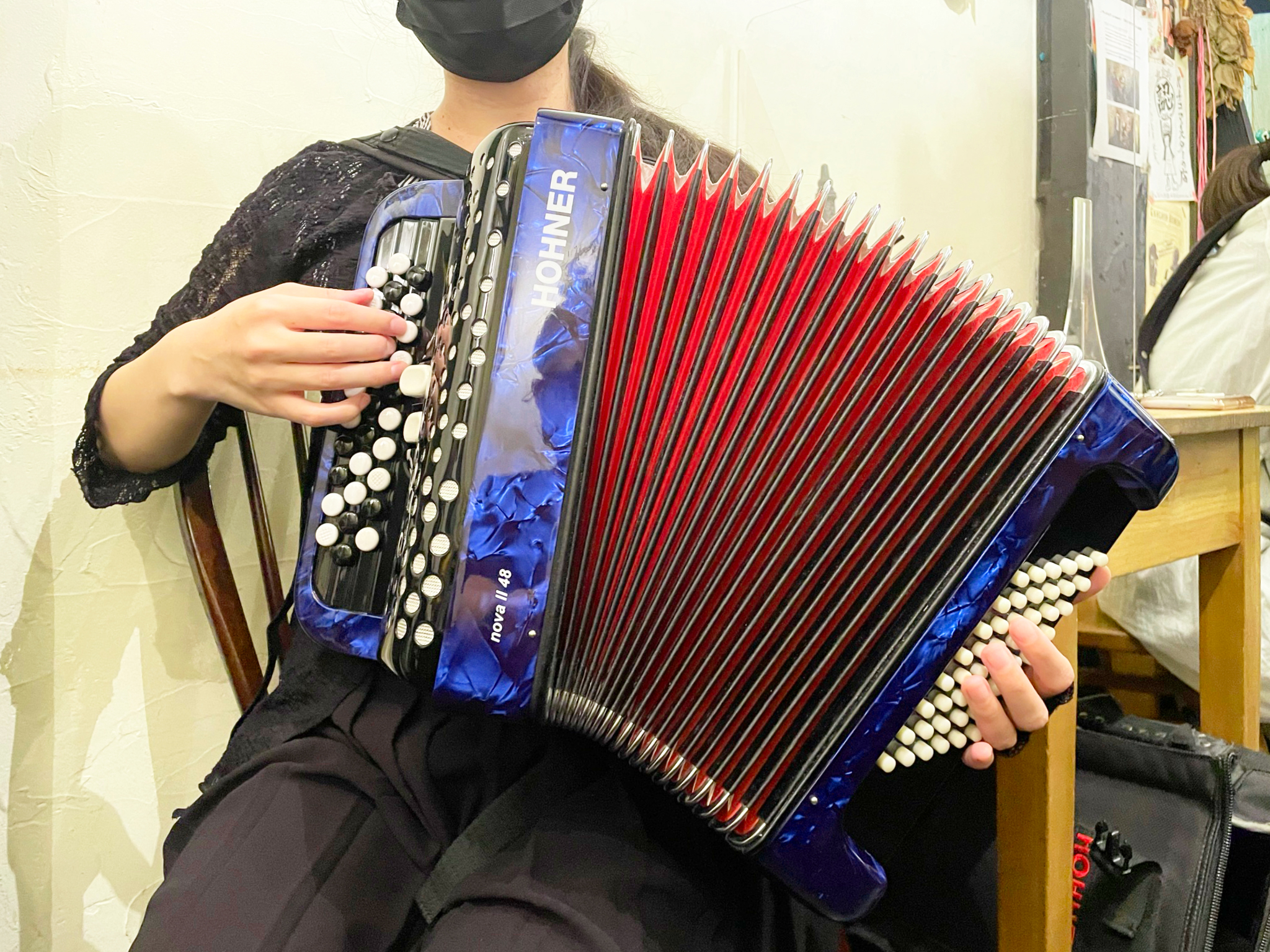
右手が3列だけの小型のクロマティック・アコーディオンを弾く女性(東京)

上掲の図の、下の第1列～第3列（背景色が濃い部分）は必須のボタンで、上の第4列と第5列（背景色が薄い部分）は運指をしやすくするために補助的に追加したボタン列である（第4列までの機種や、第3列までしかない機種もある）。
この他、イタリア式やベルギー式以外では、フィンランドは独自の配列で、ロシアの場合は右手と左手で音の並びが逆になっている等、様々な方式がある。日本では、クロマティック・アコーディオン奏者の多くはイタリア式で、ベルギー式の奏者は桑山哲也など少数である。
左手側のベースボタンの配列はピアノ・アコーディオンと同様で、ストラデラ・ベースやフリー・ベースなど様々な方式がある。
ピアノ鍵盤と比較した場合のクロマティック・ボタン鍵盤の利点は、
- 同じ面積ならボタン鍵のほうがピアノ鍵盤より多く並べられる
- 移調が簡単（ギターのように指のかたちを変えずに移調できる）[14]
- 同じ音域でも指の開き方や移動量が小さくて済む[15]
- 女性や子供、アジア人の小さな手でも楽に演奏できる
- 構造的にも小型軽量にできる

逆にピアノ鍵盤より不利な点は
- 広音域のグリッサンドやレガートは演奏しにくい[16]
- ピアノや鍵盤ハーモニカなど他の鍵盤楽器の演奏スキルをそのまま使えない

などである。

##### バヤン
ロシアあるいはウクライナ音楽に特化したクロマティック・アコーディオン。本来は独自の鍵盤配列を持った民族楽器の一つで、1907年にピョートル・ステリゴフによって開発された。後に、イタリア式クロマティック・アコーディオンを参照して、西洋伝統音楽に耐える構造に徹底的に作り変えられ、レジスターや列数が強化された。バヤンは右手のボタン配列が通常のアコーディオンと若干異なる。音域は同一でも、音色はリード形状のせいで微妙なレヴェルで異なる。AKKO社は右の8フィートのリードを二種から三種に増やし、重さは16.5kgを越え音栓数は31に及ぶモデルを生産している。これだけの重さに耐えなおかつ余裕で使いこなすロシア人の体力がよく解る楽器の歴史が見える。現在も、発祥時のピリオドモデルと改良されたモダンモデルどちらも生産されているものの、ロシア語圏で一般に広く出回っているのはすでに改良されたモダンモデルである。ロシアとウクライナでは路上やコンサートホールで頻繁に見かけることができる。詳しくはバヤンを参照。

##### ガルモン

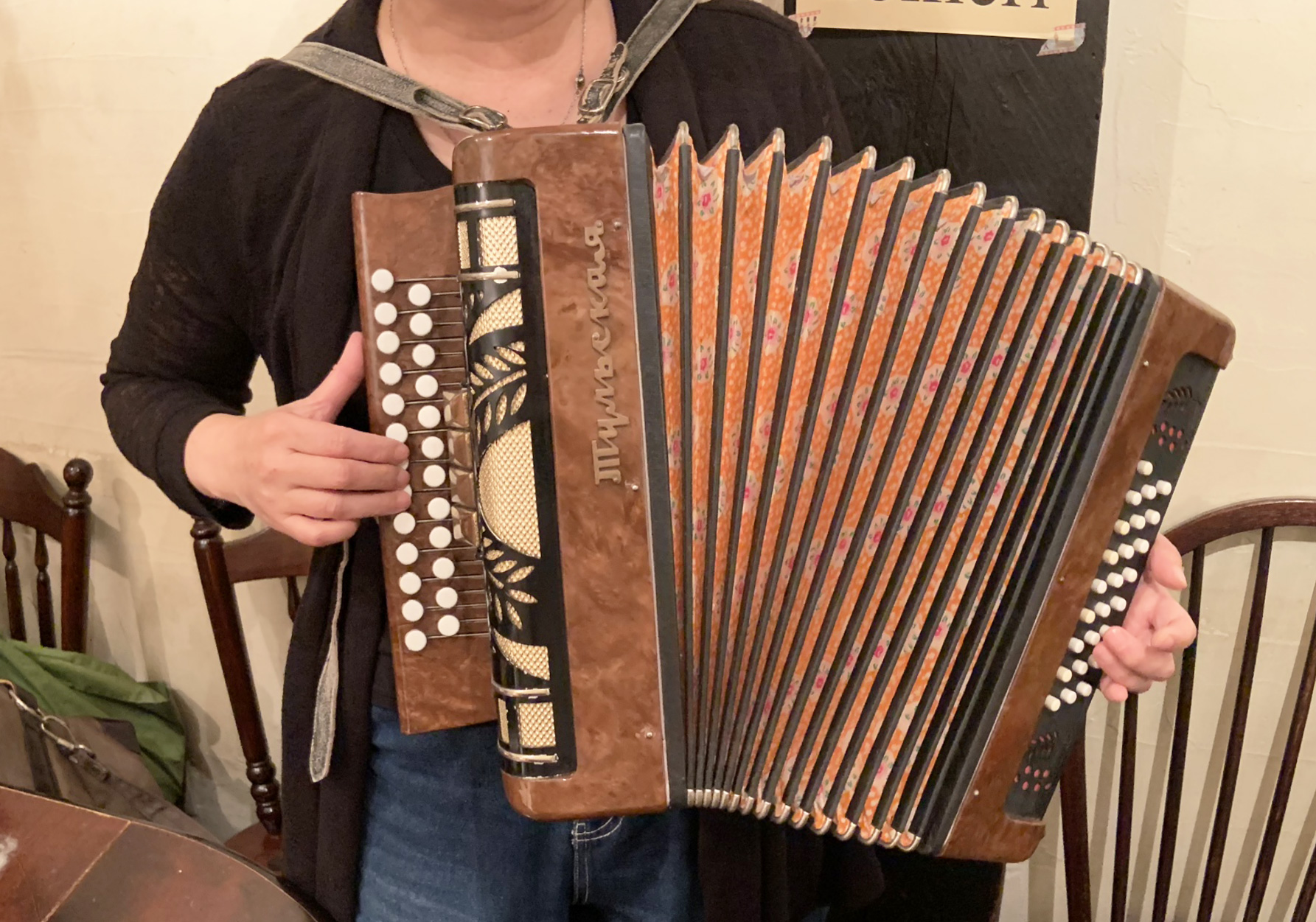
押引同音式のガルモンを弾く女性（東京）。右手のボタン鍵はイ長調（Aメジャー）の全音階を弾きやすいように並んでおり、左手のベースボタンの配列は他のアコーディオンと異なるユニークなコンセプトに基づく。右手側の筐体（きょうたい）にはロシア語アルファベットで“тульская”（トゥーリスカヤ）と書いてある。このサイズの押引同音式の蛇腹楽器としては珍しいことに、ダイアトニック音階（全音階）しか演奏できないが、逆にそのおかげで特定の音楽については弾きやすくなっている。

ガルモン（ロシア語: гармонь〈ガルモーニ〉英語: Garmon）はバヤンより古い歴史をもつ、ロシアの伝統的なアコーディオン。ロシア語風に「ガルモーニ」、さらにガルモーニの中でも「小さな可愛いもの」という意味合いをこめた愛称「ガルモーシカ」（ロシア語“Гармошка”）と呼ばれることもある
ガルモンの語源は、ハーモニカにあたるロシア語“ Гармоника”（garmonika ガルモーニカ）である時代や地域ごとに押引異音式（ダイアトニック式）、押引同音式（クロマティック式）など、さまざまなタイプのガルモンが作られ、外見や機構はバリエーションに富む。
最初のガルモンは、西欧からロシアに伝わったダイアトニック・アコーディオンを元に1830年代から製作されたトゥーラガルモン（ロシア語: тульская гармонь 英語: Tula garmon）である。1870年にはクロマティック式のガルモンも発明された。
ガルモンはコーカサス地方や沿ヴォルガ連邦管区にも広まり、現地のアジア系民族の音楽と結びついて改良され、さまざまな種類が作られた。1936年にカザンで開発された「東方風アコーディオン」は、左手側にピアノ配列フリー・ベースをもち、コーカサスその他の民族音楽で今もよく使われている。

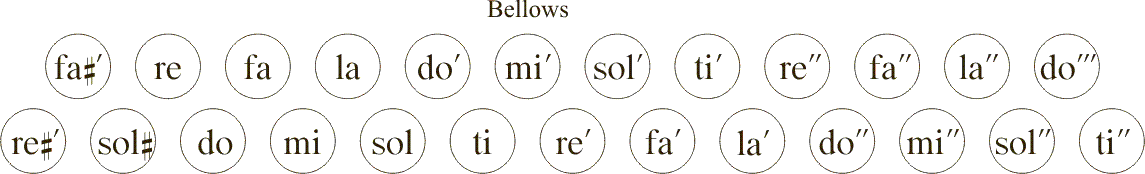
ガルモンの右手側のボタン鍵盤配列の一例。
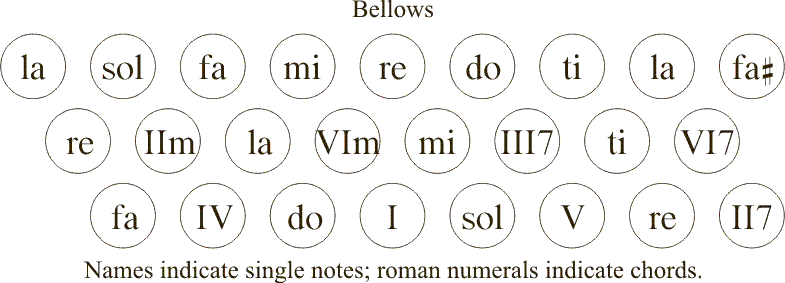
ガルモンの左手側のベースボタンの配列の一例。
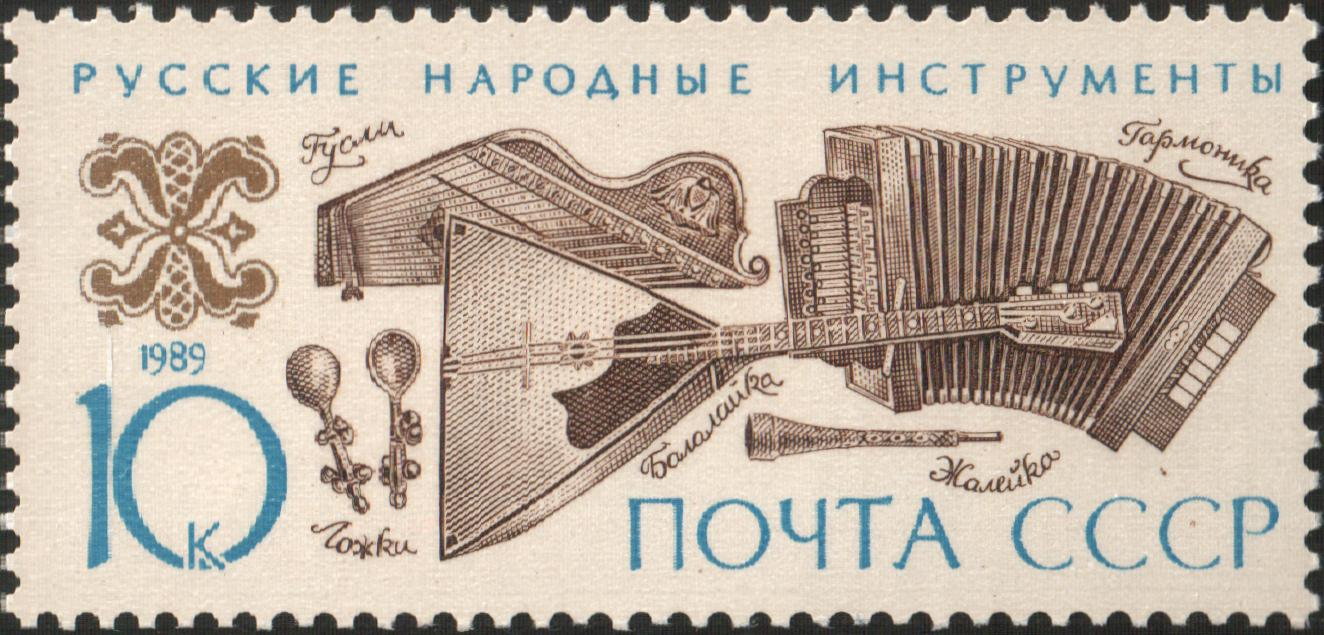
押し引き異音式の古いガルモンが描かれた旧ソ連の切手。
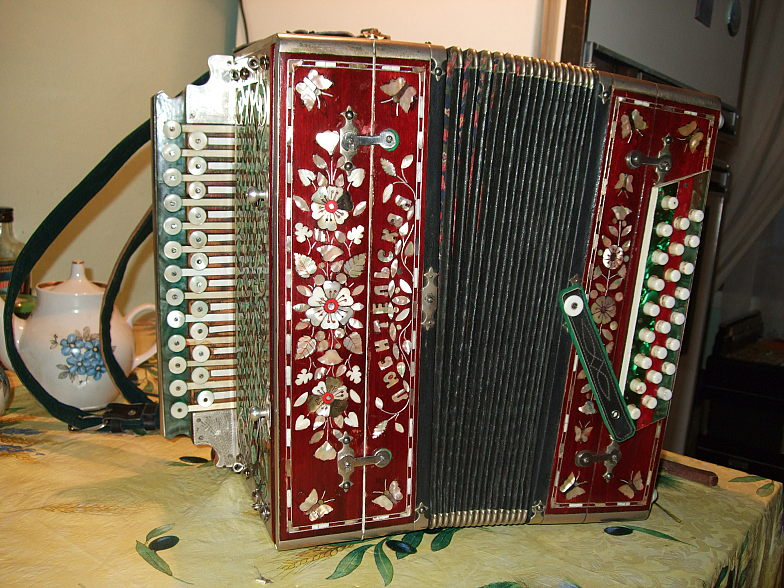
押し引き同音式の改良型ガルモン。
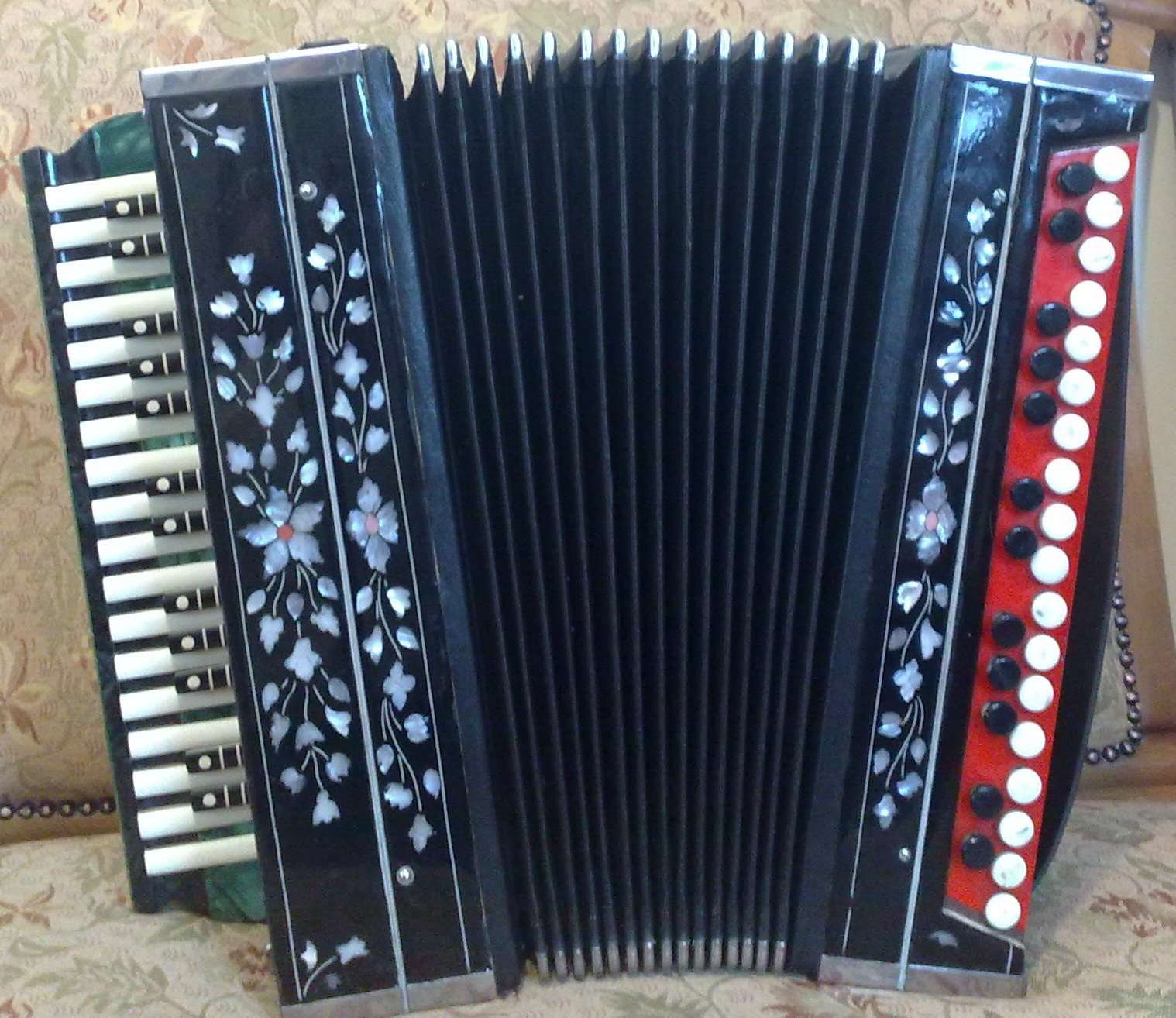
アゼルバイジャンの東方風アコーディオン。右手のピアノ風鍵盤は寸詰まりで、鍵どうしも隙間をあけてある。左手はピアノ的配列のフリー・ベース・ボタン鍵盤である。

### 電子アコーディオン

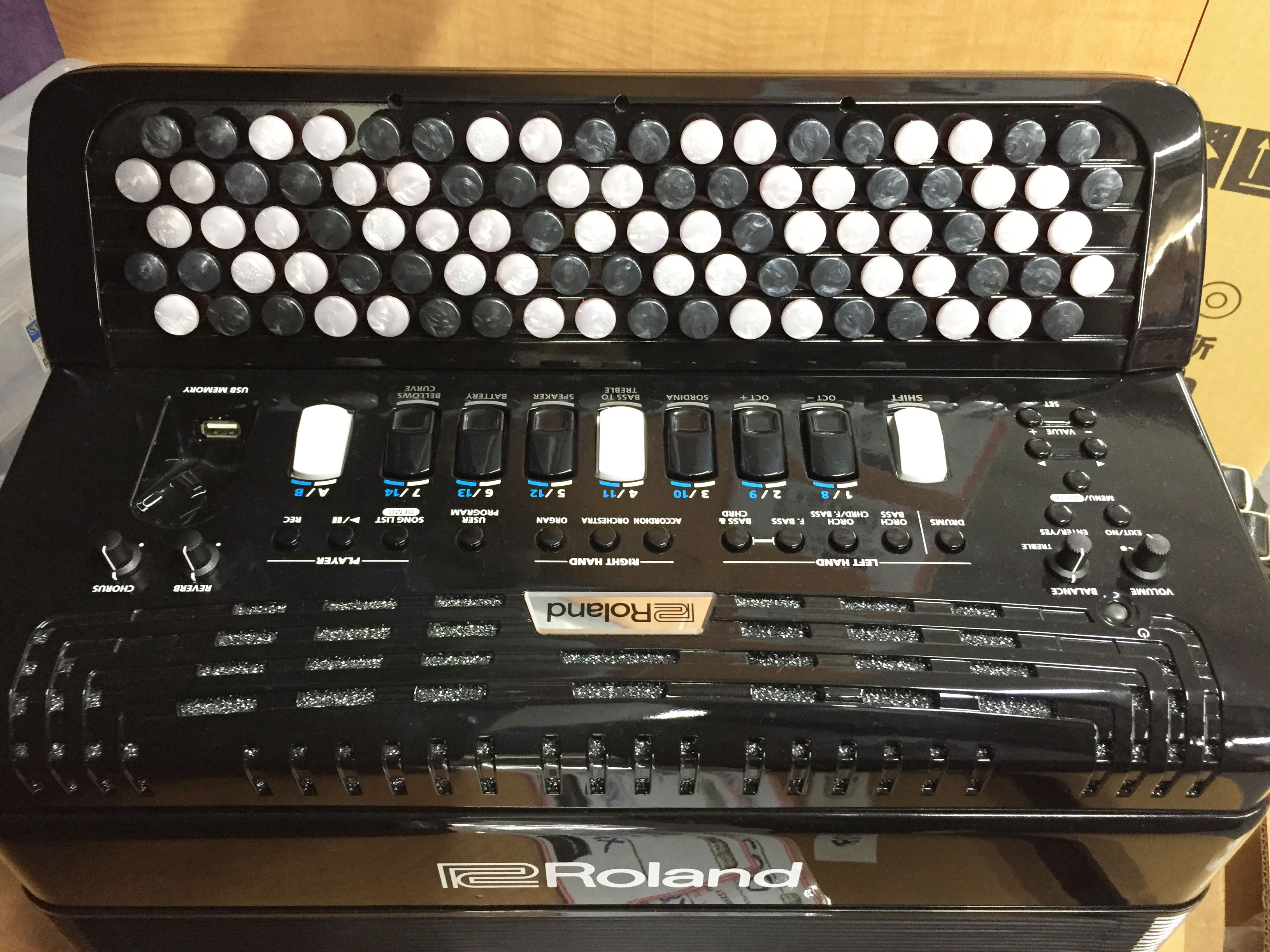
クロマティック・ボタン式のVアコーディオンの右手部分。東京・谷口楽器で撮影。

2004年に日本の電子楽器メーカーであるローランドがVアコーディオンを発表。ピアノ式とボタン式があり、世界中のアコーディオン・サウンド、オーケストラ音色、ドラム＆パーカッション音色、バーチャルトーン・ホイール・オルガン音色など多彩な音色を内蔵している。
一般的な電子楽器と同じで発音のエネルギーは電気により供給される。蛇腹の空気の流量は音源モジュールに音量信号（ベロシティ）として送られるのみで、エネルギーとしては利用されない。

### 広義のアコーディオン属の楽器
コンサーティーナやバンドネオン等のコンサーティーナ族の楽器は、狭義の「アコーディオン属」（アコーディオン族）には含めず、アコーディオンとは別の楽器と見なされる。例えば、バンドネオン奏者は自分の楽器を「アコーディオン」と呼ばれることを嫌う。これは、「ヴァイオリン属」の楽器であるヴィオラやチェロの演奏者が、自分の楽器を「ヴァイオリン」と呼ばないのと同様である。しかし歴史をさかのぼれば、バンドネオンの発明者であるバンド自身が自分の楽器を当初は「アコーディオン」と呼んだように、コンサーティーナ属も広義のアコーディオン属に含める場合があるため、ここでも簡単に解説しておく。詳しくは蛇腹楽器を参照。

#### コンサーティーナ
イギリスの物理学者、チャールズ・ホイートストンが発明した蛇腹楽器。詳しくは「コンサーティーナ」を参照。

#### バンドネオン
ドイツのハインリヒ・バンドが発明した蛇腹楽器。狭義のコンサーティーナとは別種の楽器であるが、コンサーティーナ属に含まれる。詳しくはバンドネオンを参照。

#### メロフォン
金管楽器のメロフォンとは全く別の楽器である。外見はギターに似る。右手で蛇腹につながったハンドルを操作して空気を送り、左手で（ギターで言うところの）ネックに備えられたボタンを操作して音高を変えて演奏する。

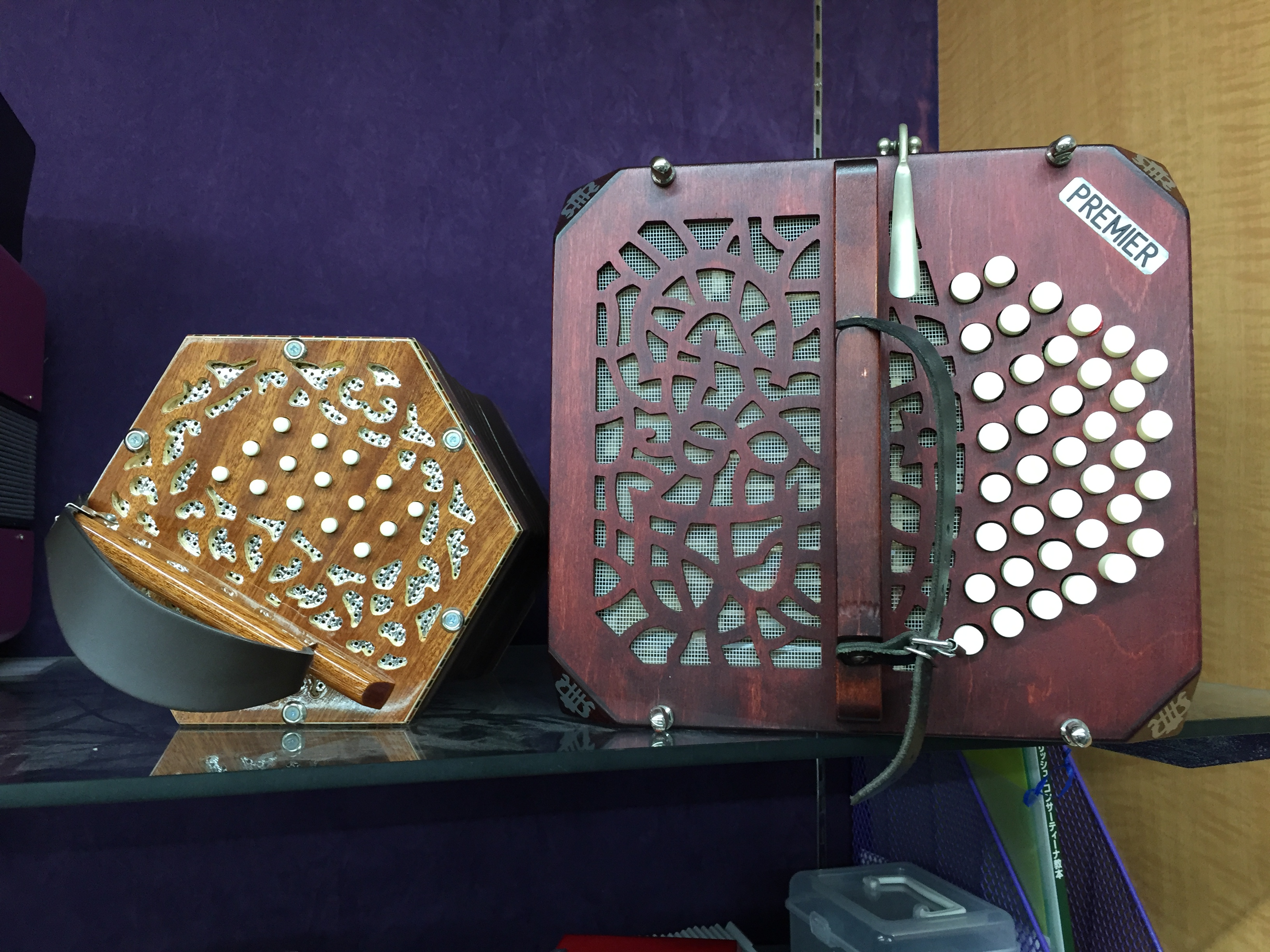
コンサーティーナ（左）とバンドネオン（右）。（東京・谷口楽器の商品棚で撮影）
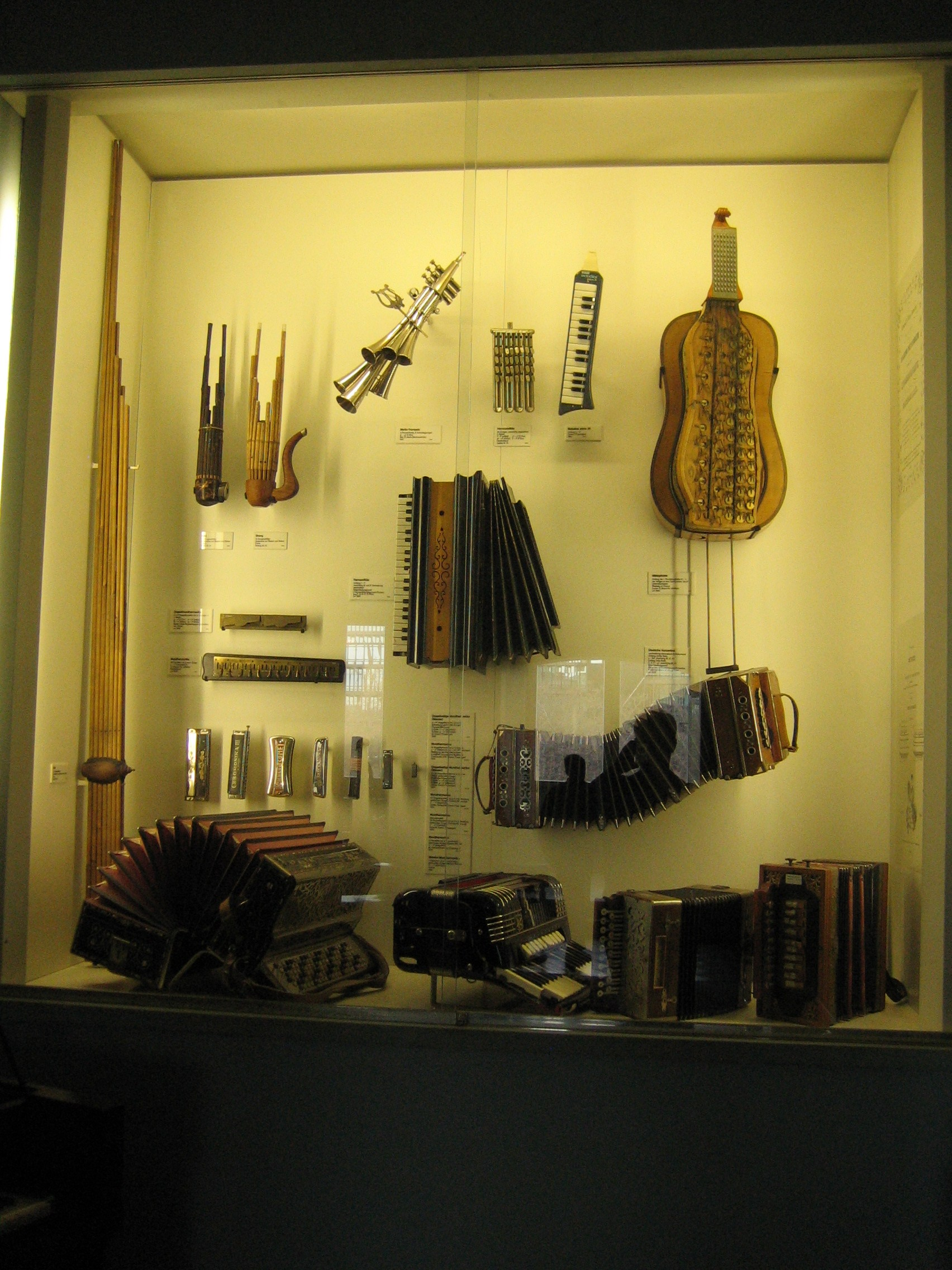
博物館のフリーリード楽器コーナーに展示されているメロフォン（右上のすみ、鍵盤ハーモニカの向かって右側の､輪郭がギターに似た楽器）。

## 楽器以外に付けられたアコーディオン
アコーディオンの蛇腹のような構造が含まれる機械類や、蛇腹の動きを連想させる事象もアコーディオン云々と呼ばれる事がある。ただし、アコーディオンという言葉には蛇腹やベローズという意味はない。
- アコーディオンカーテン
- アコーディオンドア
- アコーディオン戦争（朝鮮戦争の異称。戦線がアコーディオンの蛇腹のように南北を往復したことから）

## 世界の代表的なアコーディオン奏者
Category:各国のアコーディオン奏者も参照のこと。
- リシャール・ガリアーノ
- イタロ・サリッツァート
- フランク・マロッコ
- バックウィート・ザディコ
- クリフトン・シェニエ
- スティーブ・ジョーダン（エステバン・ジョーダン）
- アミディ・アルドワン
- イスラエル・ロメロ
- フアンチョ・ロワ
- ロッキン・ドゥプシー
- ロッキン・シドニー
- C・J・シェニエ
- ボー・ジョック
- ロージー・レデット
- クリス・アルドワン
- ジノ・デラフォース
- シャロン・シャノン
- クセーニャ・シドロワ

## 日本の代表的なアコーディオン奏者
Category:日本のアコーディオン奏者も参照のこと。
- 横森良造
- 御喜美江（英語版）
- coba（小林靖宏）
- 桑山哲也
- かとうかなこ
- 金子元孝
- 高島雄次郎
- 小春（チャラン・ポ・ランタン）
- 佐藤芳明
- 清水信治
- 角谷精三
- 都丸智栄
- 三上繁
- 柳原陽一郎
- 横山マコト（横山ホットブラザーズ、本名：横山誠）

## 世界のアコーディオンメーカー
- Cavagnolo (キャバニョロ)
- VICTORIA（ヴィクトリア）
- Hohner (ホーナー)
- Mengascini（メンガシーニ）
- Ballone Burini (バロン・ブリーニ)
- EXCELSIOR (エキセルシァー)
- GUERRINI(ゲリーニ）
- Dallape (ダラッペ)
- BUGARI（ブガリ）
- Castelfidardo（カステルフィダルド）
- Weltmeister（ベルトマイスター）
- Paolo Soprani (パオロ・ソプラーニ)

## 日本のアコーディオンメーカー
- トンボ楽器製作所
- ヤマハ
- 鈴木楽器製作所
- ローランド